# Ausztrália (ország)
Ausztrália (angolul: Australia), hivatalos nevén az Ausztrál Államszövetség (angolul: Commonwealth of Australia) föderatív királyság, mely az ausztrál kontinenst, Tasmania szigetét és számos kisebb szigetet foglal magába. Északról Pápua Új-Guinea, Indonézia és Kelet-Timor; északkelet felől a Salamon-szigetek és Vanuatu; délkelet felől pedig Új-Zéland határolja tengeren. Fővárosa Canberra, és legnagyobb városa Melbourne. Földünk hatodik legnagyobb területű országa és az egyetlen olyan, amely egy egész kontinensre kiterjed, emellett Ausztrália és Óceánia legnagyobb országa is. Az Egyenlítőtől délre, a 10. és a 40. szélességi kör között található.
A kontinens 1606-os holland hajósok által történt felfedezését követően 1770-ben keleti felét az angolok követelték és elkezdték betelepíteni ide az elítélteket, hogy velük kolonizálják Új-Dél-Wales területét 1788. január 26-át követően. Népessége fokozatosan emelkedett évtizedeken keresztül és az 1850-es évekre a kontinens nagy részét felfedezték és további öt önkormányzattal rendelkező királyi külbirtokot hoztak létre. 1901. január elsején a gyarmatok szövetségre léptek egymással és megalakították az Ausztrál Államközösséget. Ausztrália ettől fogva stabil liberális demokrácián alapuló politikai rendszert épített ki, amelyben szövetségi parlamentáris rendszer működik az alkotmányos monarchia államformájának keretein belül önálló rendelkezési joggal bíró tagállamai és területei felett. Az ország 24 millió lakosának jelentős része városlakó, amely főleg a délkeleti partvidék közelében összpontosul.
Ausztráliának van a tizenharmadik legnagyobb méretű gazdasága és a tizenegyedik legmagasabb egy főre jutó nominális(bruttó)GDP értéke a világon (IMF). Az emberi fejlettségi index alapján a harmadik helyet foglalja el a világ országai között: az országot hagyományosan a legmagasabbak közé rangsorolják az életminőség, az egészségügy, az oktatás, a gazdaság- és a polgárok szabadsága, valamint a politikai jogok tekintetében is. Ausztrália az ENSZ, a G20-ak, a Nemzetközösség, az ANZUS, a Gazdasági Együttműködési és Fejlesztési Szervezet, a Kereskedelmi Világszervezet, az Ázsiai és Csendes-óceáni Gazdasági Együttműködés és a Csendes-óceáni Fórum tagja.

## Az ország nevének eredete
Az ország neve a latin Terra Australis ("déli föld") elnevezésből ered, melyet a déli félteke korábban fel nem fedezett, csak feltételezett szárazföldi területeire használtak. Az Australia kifejezés legkorábban feljegyzett felbukkanása angol nyelven 1625-ben tűnt fel az "A note of Australia del Espíritu Santo" című jegyzetben, melynek szerzője Sir Richard Hakluyt, melyet Samuel Purchas jelentetett meg Hakluytus Posthumus című művében, ami az eredeti spanyol elnevezés "Austrialia del Espíritu Santo" (A Szentlélek déli földje) anglicizált megfelelője. A holland melléknévi alakú Australische szót 1638-ban egy könyvben használták először Jakartában, hogy ezzel az elnevezéssel utaljanak az újonnan felfedezett déli földterületre. 1824-ben, az Admiralitás beleegyezett, hogy a kontinens megnevezése hivatalosan is Australia, magyarul Ausztrália legyen.
A szárazföld felfedezése után a kontinenst elnevezték Ausztráliának. A kontinens neve a brit gyarmati idők után, a függetlenedő domínium korában az itt létesülő politikai alakulatra is átment, ami értelmezési problémákhoz vezet, mivel az állam a teljes földrészt nem foglalja magába, a kontinenshez tartozik még Új-Guinea szigete és lemeztektonikailag Új-Zéland egy része is.
A név hasonlósága miatt még ma is gyakran megesik, hogy összekeverik Ausztria és Ausztrália nevét. Ez különösen olyan nyelvterületeken jellemző, ahol a két földrajzi név alakja hasonló (magyar, francia, szláv, angol nyelvterület). Németül viszont Ausztriát Österreich-nak, míg Ausztráliát Australien-nek nevezik. Ausztria neve egy helytelen latinosítás nyomán alakult ki az Ostarrîchi ónémet szóból, amely viszont keleti területet jelent. Az ausztrál szó viszont a déli féltekére utal.

## Földrajz

### Általános jellemzői

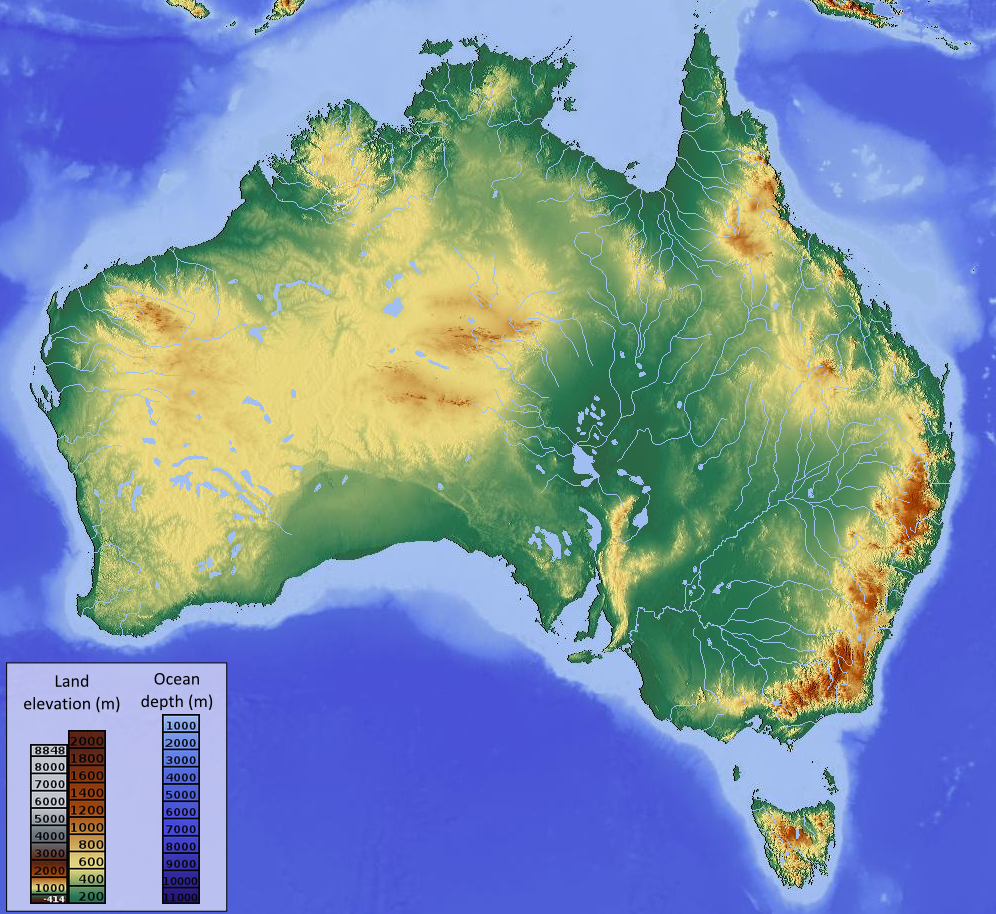
Ausztrália domborzati térképe

Ausztrália szárazföldi területe 7 617 930 km²  amely az Ausztrál–Indiai-lemezen fekszik. Földjét az nyugatról az Indiai- és kelet felől a Csendes-óceán határolják. Ázsiától az Arafura- és a Timor-tengerek választják el, valamint a Korall-tenger, ami Queensland partvidéke mentén húzódik. A Tasman-tenger Ausztrália és Új-Zéland között található. A világ legkisebb kontinense, ugyanakkor a hatodik legnagyobb ország a világon területét tekintve. Ausztráliára mérete és elszigeteltsége miatt gyakran csak a „szigetszerű kontinens” néven hivatkoznak, egyesek a világ legnagyobb szigetének nevezik. Partvonala 34 218 kilométer, tengeri gazdasági területe 814 250 négyzetkilométer. Az Antarktiszon övé az ausztrál antarktiszi területre. Szárazföldi területe a déli szélesség 9. foka és 44. foka, a keleti hosszúság 112. foka és 147. foka között terül el.
A Nagy-korallzátony, a világ legnagyobb korallépítménye, az északkeleti partvidékhez közel húzódik mintegy 1900 kilométer hosszan. A Mount Augustus, a világ legnagyobb monolitja, Nyugat-Ausztráliában áll. A 2228 méter magas Mount Kosciuszko a Nagy-Vízválasztó-hegységben a kontinens legmagasabb pontja.

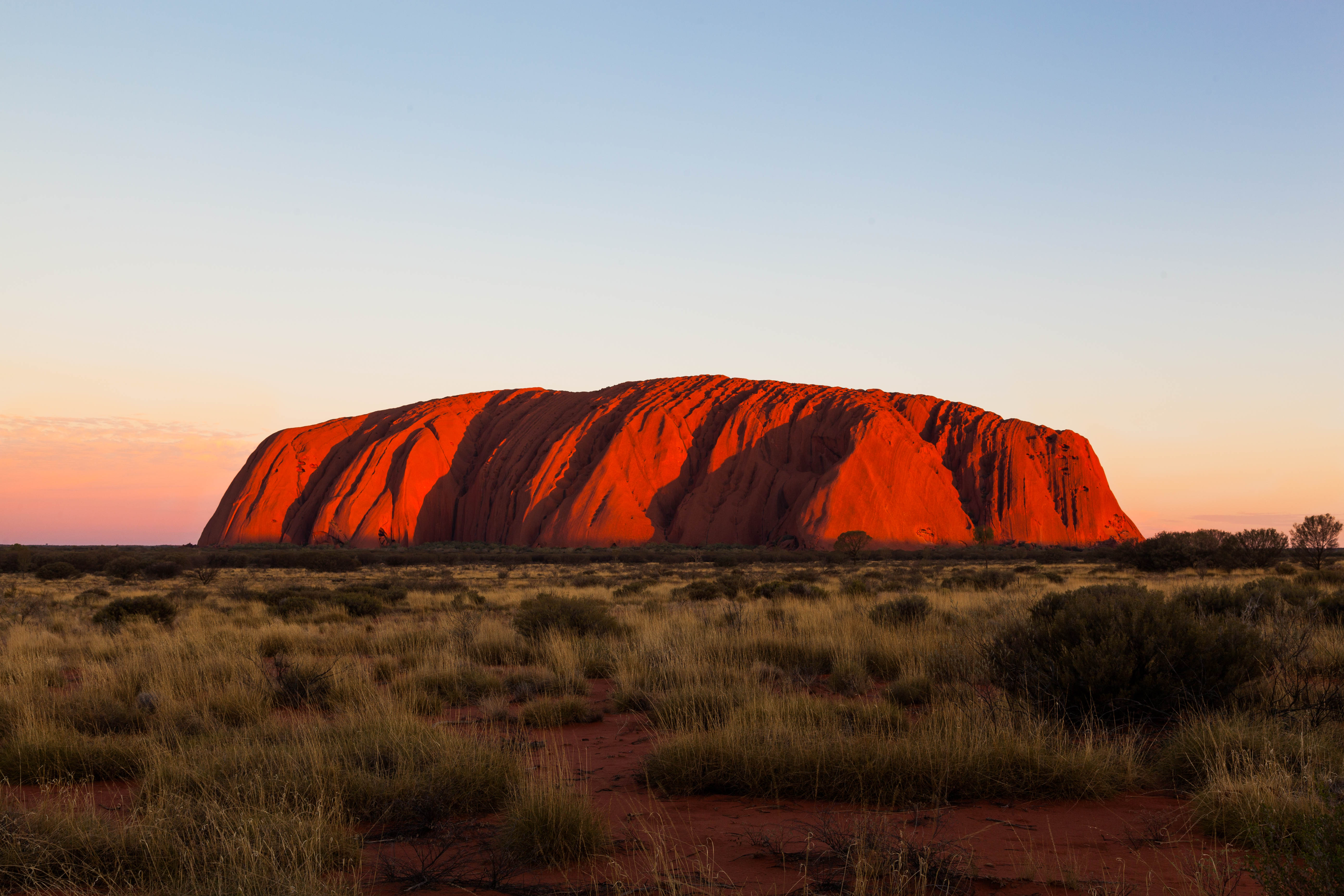
Az Ayers Rock (Uluru)

Tájegységei változatosak az északkeleti trópusi esőerdőktől a délnyugaton, délkeleten és keleten húzódó hegyláncokon át a középső területek sivatagaiig. Ez a leglaposabb kontinens, a világ legrégebbi és legkevésbé termékeny talajával. Az ausztrál sivatagi, félsivatagi területek köznapi megnevezése az outback, amely a földterület jelentős részét magában foglalja. Ez a legszárazabb lakott kontinens, ahol az éves csapadékmennyiség kevesebb, mint 500 milliméter. A népsűrűség mindössze 2,8 fő/négyzetkilométer, ami az egyik legalacsonyabb a világon, habár a népesség egy jelentős része a mérsékelt éghajlatú délkeleti partvidéken él.
Kelet-Ausztráliát a Nagy-vízválasztó-hegység jellemzi leginkább, amely Queensland, Új-Dél-Wales és Victoria államok partvidékével párhuzamosan fut. Az elnevezés azonban nem egészen pontos, mivel a hegység egyes részei alacsony kiemelkedésekből állnak és a fennsíkok is jellemzően nem magasabbak 1600 méternél. A Kelet-ausztrál mérsékelt égövi erdőségek és a Brigalow füves puszták sávja a partvidék és a hegység között húzódnak, míg a vízválasztó hegység szárazföld felé eső részén nagy kiterjedésű füves puszta található.
A kontinens északnyugati sarkában homokkő sziklák és völgyek húzódnak meg Kimberleynél, és ettől délebbre Pilbara területén. A szárazföld belseje felé és egyre délebbre húzódva végeláthatatlan füves pusztaságok húzódnak: az Ord Victoria-síkság és a Nyugat-ausztráliai Mulga-bozótos. Kiemelkedések még a középső vidéken és délkeleten az Ayers Rock (Uluru néven is ismert), a híres homokkő monolit, a szárazföld belsejét pedig sivatagok foglalják el, mint például a Simpson-, Tirari-Sturt-kő-, a Gibson-, Great Sandy, Tanami, valamint a Nagy-Viktória- sivatagok, valamint a közismert Nullarbor-síkság a déli partvidéken.
Legészakibb pontja a trópusi esőerdőkkel borított York-félsziget. A Top End és Gulf Country látképét trópusi éghajlat miatt megfelelő élőhelyet találó erdőségek, árterek, füves puszták, esőerdők és sivatagok uralják.

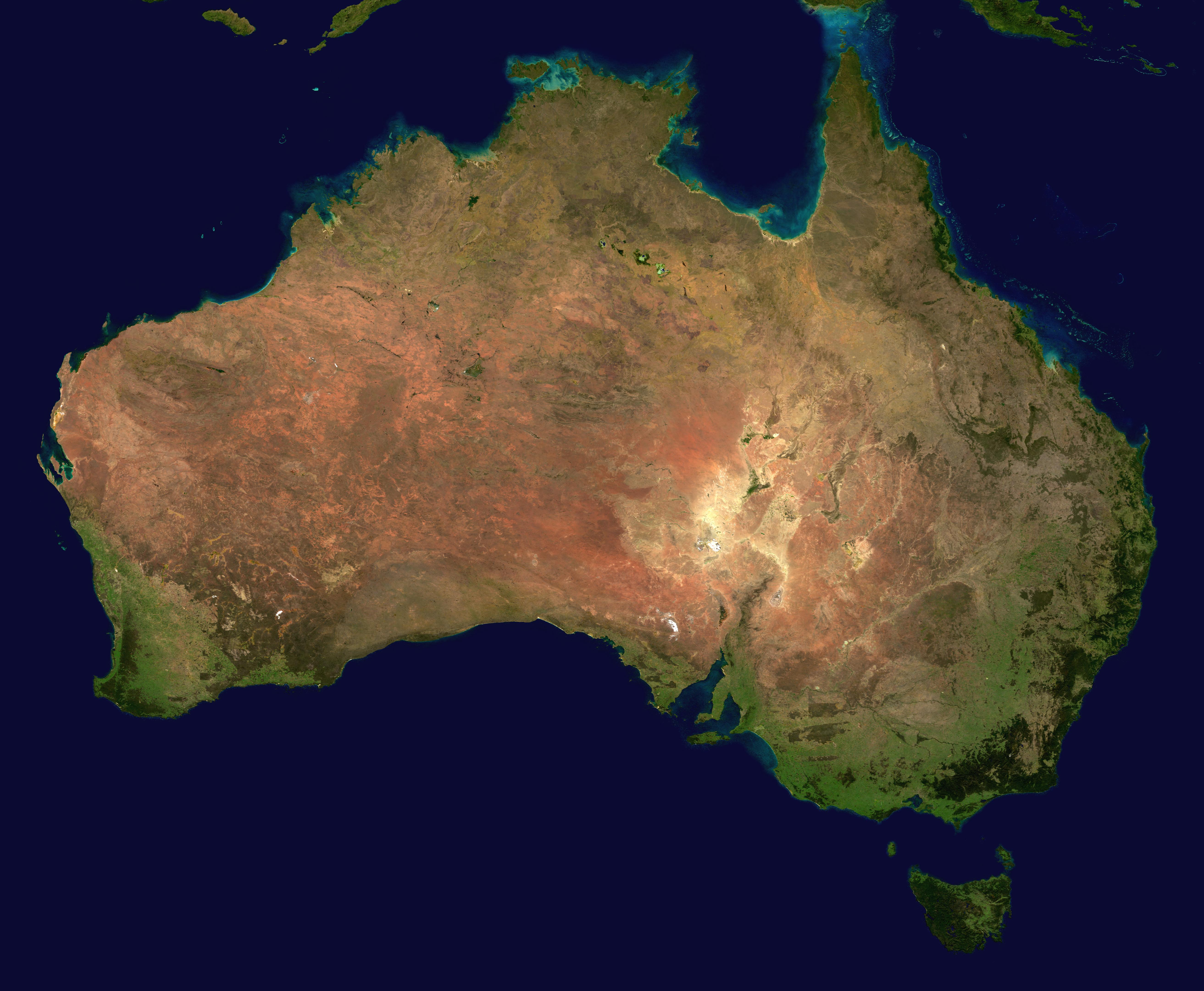
Műholdkép Ausztráliáról

- Legészakibb pontja a York-fok (déli szélesség 10°41`), legdélibb pontja pedig a Bass-szorosba nyúló kiszögellés a Wilson-fok (déli szélesség 39°8`); ezek mintegy 3180 km-re vannak egymástól.
- A kontinens hossza nyugat-keleti irányban a Steep-foktól (Greenwichtől keletre 113°9`) a Byron-fokig (keleti hosszúság 153°9`), mintegy 4000 km.
- Jelentősebb félszigetei a York-félsziget (északon), az Arnhem-föld (északon) és a Yorke-félsziget (Adelaide-nél)
- Jelentősebb tengeröblei a Carpentaria-öböl (északon), a Spencer-öböl, a Szent Vince-öböl (Adelaide-nél) és a Port Phillip-öböl (Melbourne-nél)
- Jelentősebb szigetei: Tasmania, Fraser-sziget, Lord Howe-sziget, Melville-sziget, Groote Eylandt és a Wellesley-szigetek, Dirk Hartog-sziget, Kangaroo-sziget, Furneaux-szigetek, Király-sziget (délen)

### Domborzat

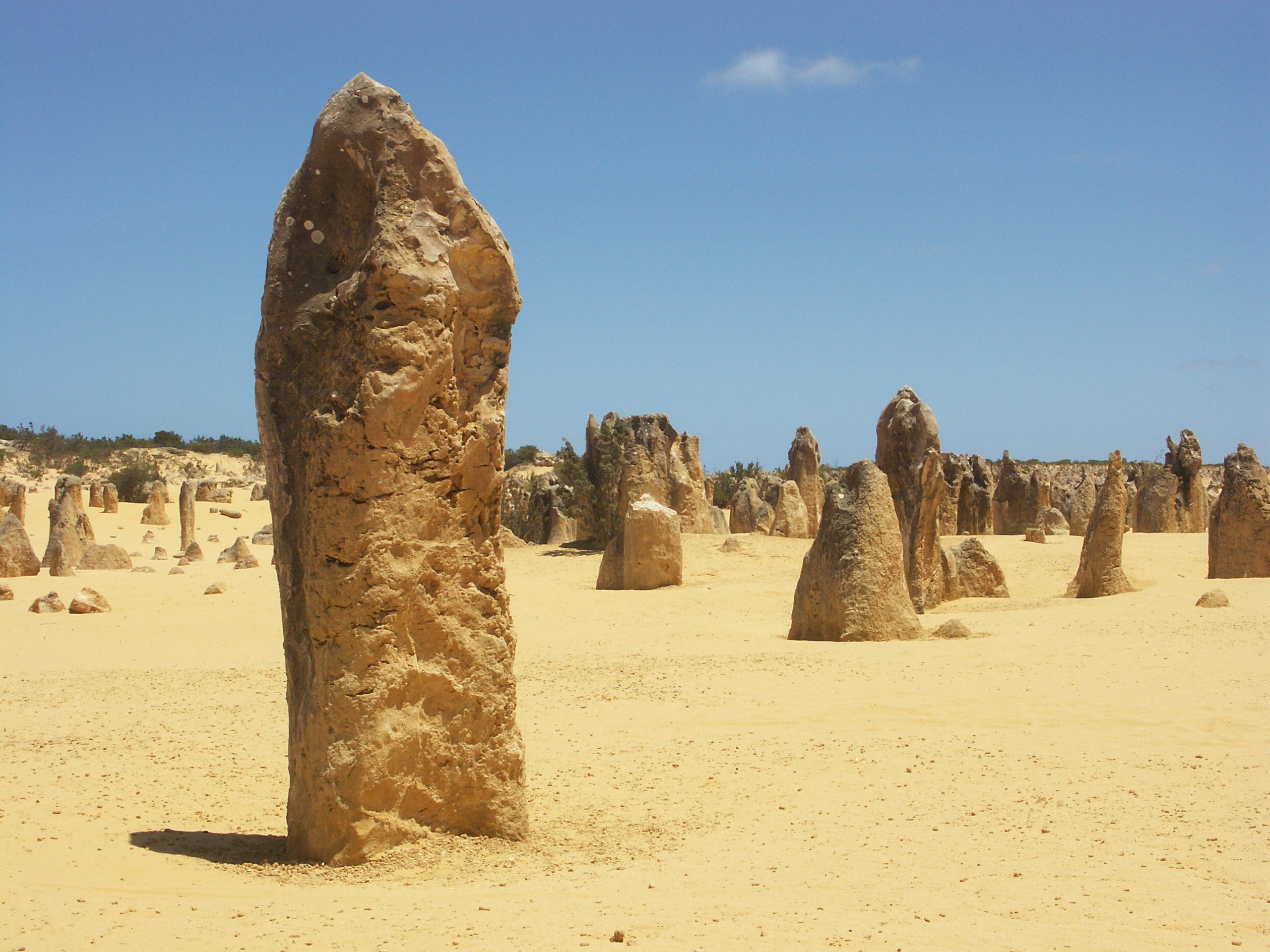
A Pinnacles-sivatag sziklaformái Nyugat-Ausztráliában

A kontinens átlagosan 300 m-rel emelkedik a tenger szintje fölé; teljes területének mindössze 6%-a van 610 m-nél magasabban.
Területének 85%-át az úgynevezett Outback, vagy magyarra lefordítva a "hátország" alkotja, amelyet a világ egyik legősibb tája foglalja el. Vörös sziklák, vörös por, okkerszínű síkságok, bíbor színben úszó hegyek, ragyogó kék ég és magányos házikók jellemzik a végeláthatatlan sivatagi tájat.
Ausztrália földrajzi szempontból három részre osztható:
- délen és délkeleten: tengerparti síkság és a Nagy-Vízválasztó-hegység

Itt található a kontinens legmagasabb csúcsa, a 2228 m magas Mount Kosciuszko az Ausztrál Alpokban, továbbá az ország mély folyói és vulkanikus képződményei.
Az átlagosan 65 km széles, alacsony parti síkság keleten, délkeleten és délnyugaton övezi a kontinenst. Ez Ausztrália legsűrűbben lakott része.
A parti sík területeket a szárazföld belsejétől az átlagosan 1220 m magas Nagy-Vízválasztó-hegység választja el. Ez északról, a York-félsziget végén található York-foktól (Cape York) indul, és a keleti parttal párhuzamosan, 3000 km hosszan – a délkeleten lévő Victoria államig húzódik.
- középen: Belső-ausztráliai-medence

Elkülönülő részei északon a Carpentaria-öböl síksága, délen a Murray-Darling-alföld és nyugaton az Eyre-tó térsége.
- nyugaton: Nyugat-ausztráliai-fennsík

A Nyugat-ausztráliai-pajzs átlagosan 300-500 m magas és a kontinens 60%-át foglalja el. Legnagyobb részét bokros sztyepp fedi, peremén helyezkednek el Ausztrália legnagyobb sivatagjai a Nagy-homoksivatag, a Gibson-sivatag, a Nagy-Viktória-sivatag és a fátlan Nullarbor-síkság, valamint a Föld legősibb sziklái. A fennsíkot elszórtan kisebb hegyek, mint például a Macdonell-hegység és az Uluru bontják meg.

### Időzónák

Időzónák Ausztráliában

A kontinentális Ausztráliában három fő időzónát használnak:
- Nyugat-Ausztrália (AWST = UTC+8); (Perth)
- Északi terület és Dél-Ausztrália (ACST = UTC+9,5); (Alice Springs)
- Queensland, Új-Dél-Wales, Victoria és Tasmania (télen AEST = UTC+10; Queensland kivételével nyáron AEDT = UTC+11). (Canberra)

Érdekességek:
- Ausztrália alábbi államai használnak nyári időszámítást: Ausztráliai fővárosi terület, Dél-Ausztrália, Új-Dél-Wales, Tasmania és Victoria.
- Nyugat-Ausztráliában már négy alkalommal rendeztek népszavazást a nyári időszámítás bevezetéséről. Utoljára 2009-ben, 3 éves próbaidő után tartottak róla népszavazást, amin – ahogy az előző három alkalommal is – elbukott a bevezetés ötlete.[56]
- Az ausztráliai Új-Dél-Waleshez tartozó Lord Howe-sziget időzónája UTC+10,5.
- Az Ausztráliához tartozó Kókusz (Keeling)-szigetek (UTC+6,5), a Norfolk-sziget (UTC+11,5) is saját időzónát használ.

### Vízrajz
Mivel a földrész igen száraz, kevés rajta a nagyobb vízfolyás. Említésre érdemes folyói a Darling és a Murray, amelyek a Nagy-Vízválasztó-hegység csapadékos lejtőjéről szállítják a vizet az alföld felé. A keleti lejtőkről sok bővizű, de rövid folyó fut a Csendes-óceánba. Legnagyobb időszakos tava az Eyre-tó, melynek kiterjedése állandóan változik. A kontinens nagy része lefolyástalan. Gyakoriak a sós tavak, sós mocsarak.

### Éghajlat
Földrajzi elhelyezkedése következtében Ausztráliában az évszakok az európaihoz képest féléves eltolódásban váltják egymást: amikor nálunk tél van, ott akkor van nyár.
A partközeli területeken az óceánok, tengerek kiegyenlítő hatása mérsékli a téli és nyári, illetve a nappali és éjszakai hőmérsékleti szélsőségeket. Sydney-ben például a januári – tehát nyári – középhőmérséklet 22 °C, júliusban – tehát télen – általában 12 °C körül van. (Viszonyításul: Budapesten a téli-nyári átlagos középhőmérsékleti érték közötti különbség 23 °C körüli.)
A belső területeken azonban szélsőséges hőmérsékleti értékek is jellemzőek a kontinentális éghajlati hatás miatt. Meghatározza a hőmérséklet alakulását a tengerszint feletti magasság is. Az éghajlat további alakítói a légáramlások: a nyári passzátszelek, amelyek bőséges csapadékot (nyári monszun) hoznak a kontinens északi, északkeleti részére és a keleti partvidékre.
A téli időszakban a nyugati szélrendszer esőfelhői öntözik a déli, keleti partokat és Délnyugat-Ausztráliát. A kontinens belsejében és északon – a délkeleti passzátszelek miatt – azonban a tél száraz. Mivel magas hegyek nem szabdalják a légköri képződményeket, gyakoriak a szélsőséges időjárási jelenségek, a hatalmas szárazságok vagy a pusztító áradások. Ausztrália északi partvidékén november és március között pusztító hurrikánok söpörhetnek végig.
Ausztrália éghajlatát jelentős mértékben befolyásolják az óceáni áramlatok, amelyek összefüggésbe hozhatóak az időszakos szárazsággal, valamint trópusi alacsony légnyomású ciklonok fordulnak elő időszakosan a kontinens északi részén. Ezen tényezők okozzák az évről évre visszatérő esős időszakokat. Az ország északi részének túlnyomó része trópusi éghajlatú, ahol főleg a nyári monszun idején hullik csapadék. Nyugat-Ausztrália délnyugati részén mediterrán éghajlat uralkodik. A délkeleti országrész (beleértve Tasmaniát) éghajlata mérsékelt óceáni.
Az ausztrál meteorológiai intézet 2011-es éghajlati állásfoglalásában kimutatták, hogy a 21. században egyre inkább érezhető Ausztráliában is a globális felmelegedés hatása.

### Élővilág, természetvédelem

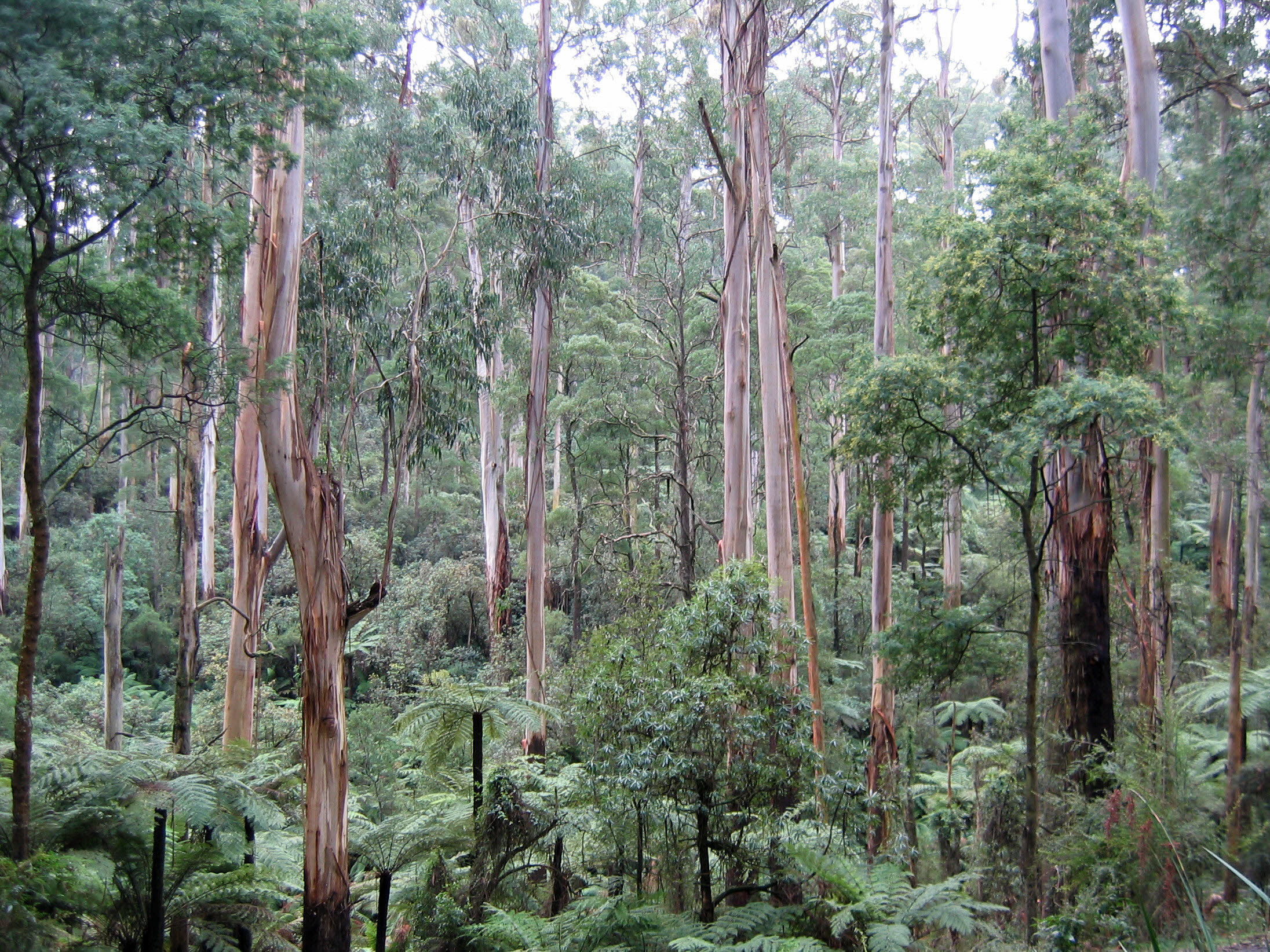
Eukaliptuszerdő (Eucalyptus regnans) Victoria államban

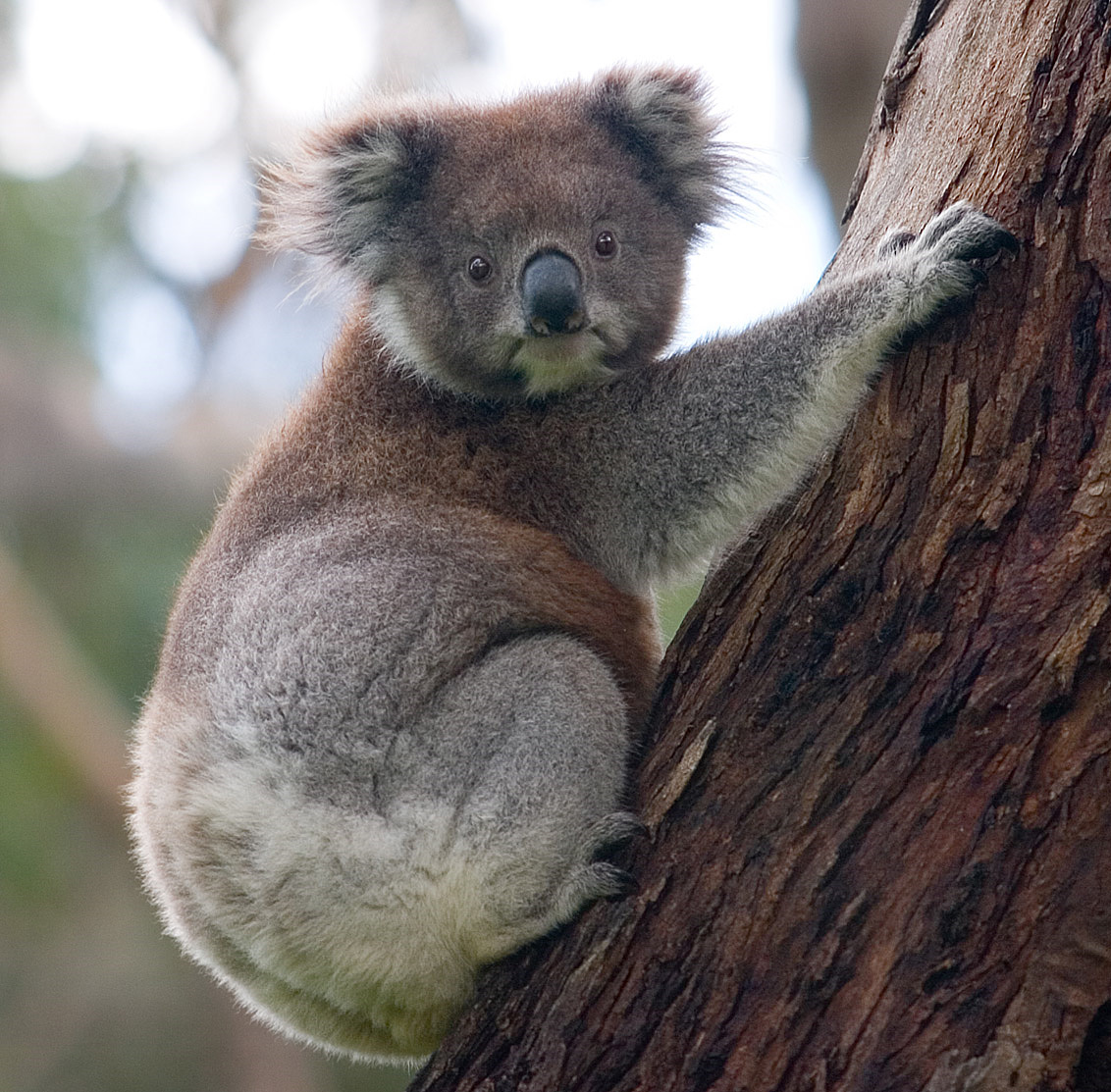
A koala és az eukaliptusz ikonikus ausztráliai párost alkotnak

Habár Ausztrália területe túlnyomórészt sivatag, félsivatag vagy száraz sztyepp, egészében véve az élőhelyek változatos és sokszínű mozaikja található meg rajta a hegyvidéki, alpesi élőhelyektől a trópusi őserdőkig és az ország emiatt változatos élővilággal rendelkezik. Többek közt a gombáknak mintegy 250 000 faja, melyeknek, csak mintegy 5 százalékát ismerjük pontosan, fordul elő Ausztráliában. A kontinens kora, meglehetősen változatos időjárási mintázatai, valamint hosszú ideje tartó földrajzi elszigeteltsége nyomán az ausztráliai biom egyedi. Az itt élő virágos növények mintegy 85 százaléka, az itt élő emlősök 84 százaléka, az itt élő madárfajok több, mint 45 százaléka, valamint a part menti vizekben élő mérsékelt övi halfajok mintegy 89 százaléka endemikus faj. Ausztrália rendelkezik a világon a legtöbb őshonos hüllővel, melyekből 755 faj él itt.
Az ausztrál erdők jelentős részét örökzöld fajok alkotják, részben eukaliptuszok a kevésbé száraz vidékeken, melyek helyét a szárazabb félsivatagi részeken az akácia veszi át. Ausztrália közismert emlősei közt találjuk a kengurukat, a koalát, a vombatot, valamint a madarak közül az emut és a kookaburrát. Ausztráliában gyakoriak az állatok támadásai, többek közt a világ legmérgesebb kígyói közül is számos faj él e vidéken. A dingó behurcolt faj, melyet az ausztronéz emberek hoztak magukkal mintegy 3000 évvel időszámításunk előtt. Számos állat és növényfaj halt ki röviddel azután, hogy az első emberek megtelepedtek e vidéken, beleértve az ausztráliai megafaunát; míg mások az európaiak letelepedésével pusztultak ki, köztük az erszényes farkas is.
Ausztrália ökorégiói közül számos helyet és az ezen belül otthonra találó fajokat veszélyeztetik a különböző emberi tevékenységek, a behurcolt állat- és növényfajok, utóbbiak közt számos invazív növényfaj is akad, valamint különböző gomba- és növényfajok. Mindezen tényezők összessége vezetett ahhoz, hogy Ausztrália rendelkezik a legmagasabb kihalási aránnyal az egész világon az emlősöket tekintve. A szövetségi Environment Protection and Biodiversity Conservation Act 1999 biztosítja a törvényes kereteket a veszélyeztetett fajok védelméhez. Számtalan védett területet hoztak létre az ország biodiverzitásának védelmében, hogy megőrizzék és megvédjék az egyedi ökológiai rendszereket, melyet a Biodiversity action plan rögzít, ezen kívül 65 vizes élőhely tartozik az ország területén a ramsari egyezmény hatálya alá, valamint 16 helyszín került fel a természetvédelmi világörökség listájára. . A Környezetvédelmi Teljesítmény Index 2014-es eredményei alapján Ausztrália a harmadik helyen áll a világ 178 országa között a környezetvédelem terén.
Ausztráliának növény- és állatvilága egyedülálló, mert évmilliók óta elkülönült a többi kontinenstől. A kloákás és az erszényes emlősök endemikus élőlények. A végeláthatatlan síkságokat kenguruk népesítették be, és itt telepedtek le a kisebb erszényesek is, mint a talajba vájt alagutakban közlekedő közönséges vombat és patkánykenguru. A leginkább az európai farkasra emlékeztető tasmán tigris volt a csúcsragadozó, a tasmán ördög funkciója a mi kontinensünkön honos menyétfélékének (nyest, hermelin stb.) felelt meg. Az északi erdők fáit a kuszkuszok, a koalák és az erszényes mókusok népesítették be. Ez az egyedülálló, gazdag állatvilág veszélybe került. A gyarmatosítók különféle állatokat telepítettek be: a prériket elpusztító nyulakat és birkákat, amik Ausztrália szárazabb vidékeire szorították ki a kengurukat. A macskák és rókák megjelenése nyomán a zsírfarkú erszényescickányt, a vombatot és a közönséges erszényesnyulat hamarosan a kihalás fenyegette. Ausztrália különleges növényei közül híresek az eukaliptuszok (közülük egyes fajták leveleit előszeretettel fogyasztják a koalák, valamint az akáciafélék és a kefevirágok. Az ausztráliai növényfajok közös jellemzője a nagy fényigény.
A kontinens erdősültségét a helyi források 21 százalékosnak veszik, mert erdőnek minősítenek minden olyan területet, amelyet ténylegesen vagy potenciálisan 2 m-nél magasabb növénytakaró borít, és záródása több mint 20%. Az így számolt 164 millió hektárból kb. 100 millió európai fogalmak szerint valójában bozót, 45 milliót pedig nyitott szavannaerdő. A zárt, trópusi esőerdő területe 4,6 millió ha; ennek 70 százaléka ma védett.

#### Nemzeti parkjai
Ausztrália 560 szövetségi, illetve tagállami kezelésű nemzeti parkja az ország területének 7,55%-át fedi le.

#### Természeti világörökségei

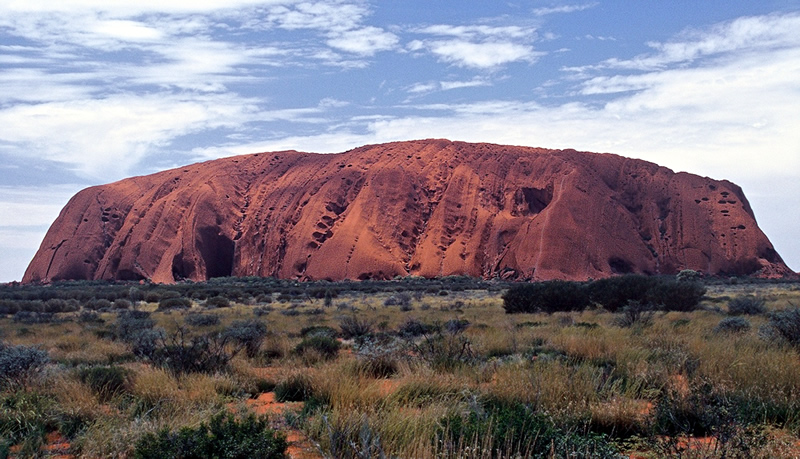
Ayers Rock (Uluru) sziklatömbje

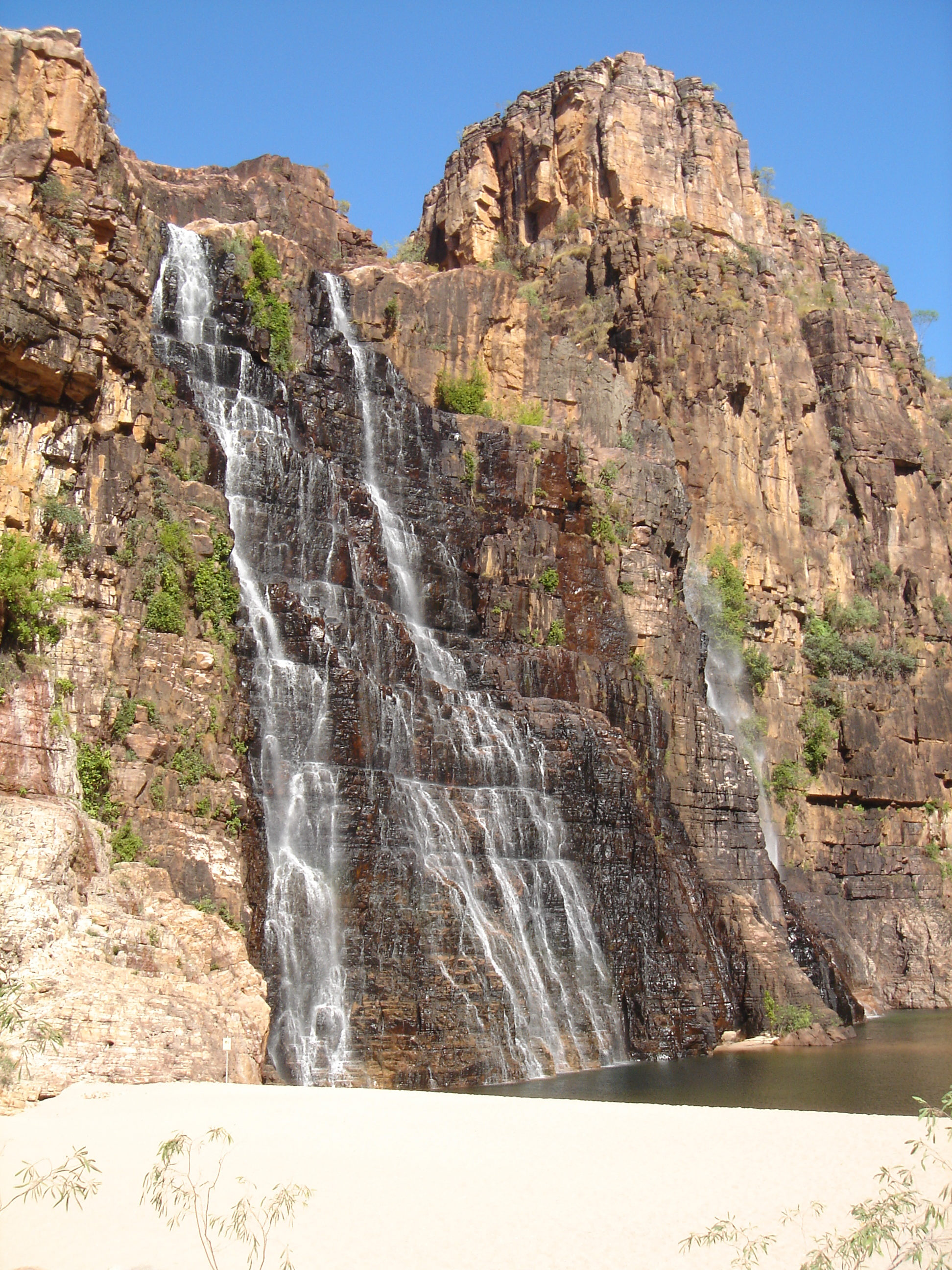
Twin Falls vízesés a Kakadu Nemzeti Parkban

Az UNESCO az alábbi területeket tekinti természeti világörökségnek:
- Fosszilis emlősök lelőhelye: őslénytani szempontból a legjelentősebbek közé tartozik a világon.[84]
- Fraser-sziget: a világ legnagyobb homokszigete. Trópusi esőerdő borítja.[85]
- Közép-Kelet-Ausztrália esőerdő-rezervátumai – Ausztrália gondwanai esőerdői: vulkanikus kráterekben kialakult esőerdők.[86]
- Nagy-korallzátony: a Föld legnagyobb korallzátonya.[87]
- Kék-hegyek: homokkő fennsíkon eukaliptusz erdő.[88]
- Heard-sziget és McDonald-szigetek: érintetlen terület őshonos növény- és állatvilággal.[89]
- Lord Howe-sziget: elszigetelt óceáni terület sajátos élővilággal.[90]
- Macquarie-sziget: a szigeten megfigyelhető geológiai képződmények érdekesek.[91]
- Purnululu Nemzeti Park: karsztvidék.[92]
- Shark Bay: egyedülálló élővilág, igen ritka tengeri emlősök.[93]
- Queensland nedves trópusi tája: trópusi esőerdő.[94]
- Kakadu Nemzeti Park: mangroveerdők.[95]
- Tasmania vadonja: jég által kialakított tájon mérsékelt égövi esőerdő.[96]
- Uluru-Kata Tjuta Nemzeti Park: Ausztrália belső sivatagában, különleges földtani képződmények között, ősi társadalomban élnek emberek.[97]
- Willandra-tóvidék: tavak és homok vidékén rendkívül régi emberi leletek.[98]

### Környezetvédelmi problémák

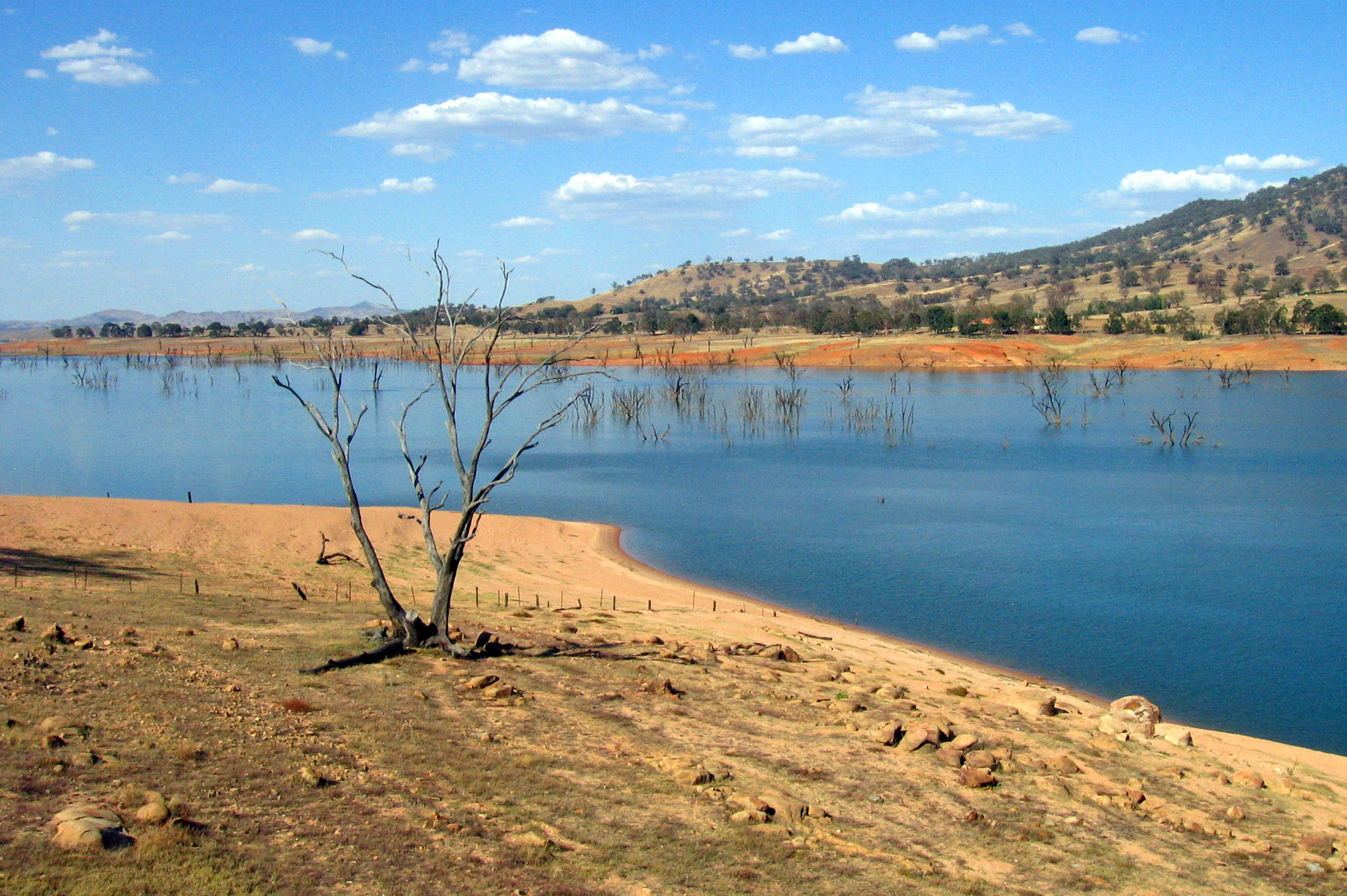
A szárazság által sújtott Hume-tó a Murray folyó felső folyásán. A környezet védelme fontos politikai kérdés Ausztráliában

2007-ben az első Rudd-kormányzat aláírta a kiotói jegyzőkönyv ratifikálását. Ennek ellenére, Ausztrália szén-dioxid kibocsátása a legmagasabbak között van, bár alacsonyabb, mint több jobban iparosodott ország kibocsátása. Ausztrália délnyugati részén a lehullott csapadék éves mennyisége a hetvenes évek óta mintegy 10-20 százalékkal csökkent, míg a délkeleti vidékeken a kilencvenes évek óta eltelt időszakban szintén a csapadékmennyiség csökkenését tapasztalták, ám jóval visszafogottabb mértékben.
Az országban szén-dioxid adót vezettek be 2012-ben, hogy ezáltal is elősegítsék Ausztrália szén-dioxid kibocsátásának csökkentését, ám ezt a liberális kormányzat visszavonta 2014-ben. Amióta ezt az adófajtát visszavonták, azóta a kibocsátás mértéke ismét emelkedni kezdett.

## Történelem

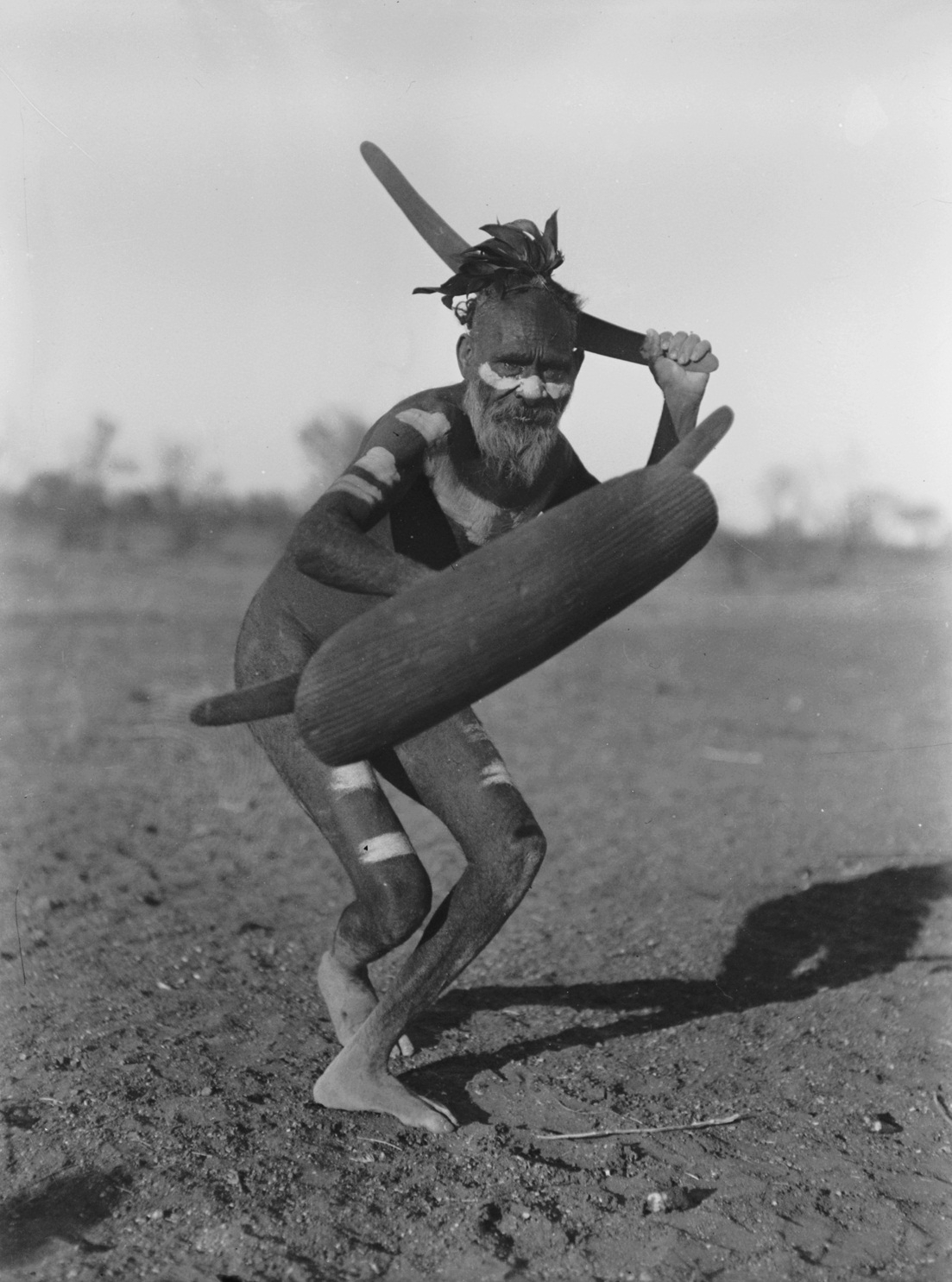
Egy őslakó pajzzsal és bumeránggal. A bumerángot vadászatban és harcban is használták

### Őslakók

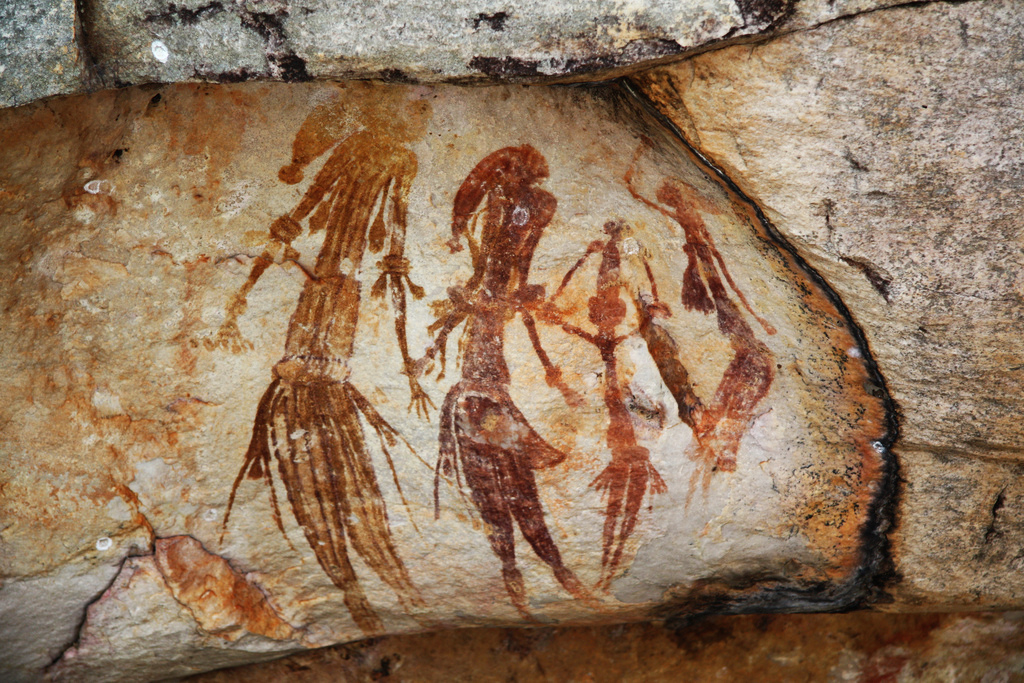
Őslakó-sziklarajzok, Kimberley, Nyugat-Ausztrália

Az ausztrál kontinens emberek által történő birtokba vételére mintegy 42 000 és 48 000 évvel ezelőtt kerülhetett sor, feltehetően a mai Délkelet-Ázsia felől nyíló sekély tengeren és földhídon keresztül érkező emberek bevándorlása során. A kontinens ezen első lakói vélhetően az ősei a ma élő bennszülött ausztráloknak.
A tizennyolcadik század végén megalapított első brit település előtt, már mintegy 50 000 évvel korábban Ausztrália földjét a bennszülött ausztrál őslakók népesítették be,
akik kimutathatóan mintegy 250 nyelvcsalád nyelveit beszélték. Sorsuk számos rokon vonást mutat az észak-amerikai indián népek golgotájával. Az európaiak megtelepedése idején az őslakók többsége még vadászó-gyűjtögető életmódot élt, melyhez összetett szóbeli mondavilág tartozott, melynek szellemi öröksége a föld tiszteletét hordozta magában és az Álomidőben hittek. A Torres-szigeteki őslakók etnikailag melanéziai származásúak, akik eredetileg mezőgazdasági termeléssel és vadászó-gyűjtögető életmóddal tartották fenn magukat. Az északi partvidéket és az Ausztrália közeli vizeket időnként a Délkelet-Ázsiából kirajzó tengerészek keresték fel.
A 18. századig az európaiak által teljesen lakatlan földrész Terra Australis Incognita-ként élt az európaiak gondolkodásában; egy kontinens ismeretlen határokkal. A kor térképészei Déli Földnek hívták. Az őslakók a feltevések szerint Délkelet-Ázsiából, a mai Indonézia szigetei felől érkeztek. A legújabb antropológiai kutatások szerint Ausztráliában vívták az első csatát a Földön, mint ahogy gondolatait is itt rögzítette először az ember.
A bennszülöttek kultúrájának minden része a nomád életmódról tanúskodik. A mítoszok szerint őseik óriás kenguruk voltak (vagy kígyók, emuk), akik dalaikkal alkották meg a tájat, adtak életet a növényeknek, állatoknak, embereknek. A teremtés után eggyé váltak a Földdel (totemek tisztelete innen ered). A bumerángot kb. 10 000 évvel ezelőtt találták fel az őslakók, de csak néhány középső sivatagos területen használták, kisebb állatok elejtésére.

### Ausztrália felfedezése, gyarmatosítása

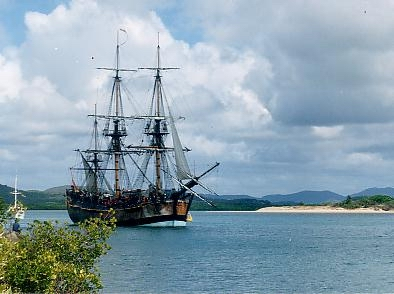
James Cook kapitány hajójának, az HM Bark Endeavour-nek 1988-ban készített mása Cooktownnál

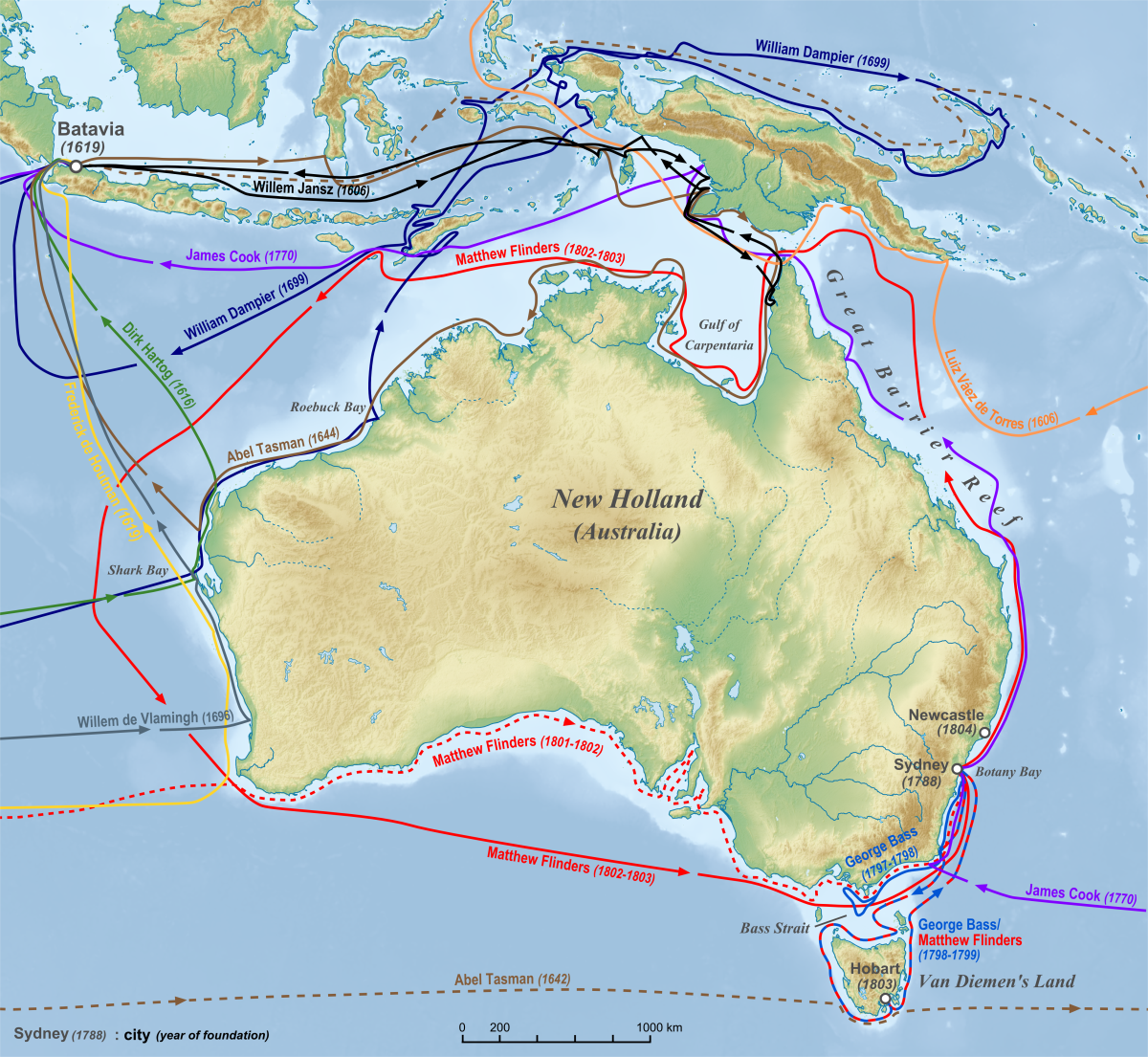
Az első, Ausztráliát elért európai felfedezők
1606 Willem Janszoon
1606 Luis Váez de Torres
1616 Dirk Hartog
1619 Frederick de Houtman
1644 Abel Tasman

A 15. században a kínai Cseng Ho admirális több felfedező utazást tett az Indiai-óceánon és a mai indonéz szigetvilágban, de Ausztráliát valószínűleg nem érintette. A kínaiakat az Indiai-óceánon a portugálok és a spanyolok követték a 16. században. Lehetséges, hogy ők elérték Ausztrália északi partjait, de erről adatok nem maradtak fenn.
1602-ben megalapították a Holland Kelet-indiai Társaságot és kereskedelmi állomásokat alakítottak ki. A holland Willem Janszoon volt az első európai, aki partra szállt a kontinensen, 1606-ban. Ő és hajós társai figyelhették meg e kontinenst legelőször a Cape York-félszigetnél 1606 elején, majd február 26-án partot értek a Pennefather-folyónál, a mai Weipa városkánál, a York-félszigeten. A hollandok feltérképezték a szárazföld teljes északi és nyugati partvidékét és elnevezték az új kontinenst "Új-Hollandiának" a 17. században, de nem tettek lépéseket a letelepedésre. 1607-ben a spanyol Luis Vaez de Torres hajózott végig először a később róla elnevezett szoroson, amely Új-Guineát és a York-fokot kötötte össze. 1642-ben a holland Abel Tasman elérte a mai Tasmaniát, majd felfedezte Új-Zélandot.
William Dampier, angol felfedező és privateer, partot ért Új Hollandia északnyugati partvidékén 1688-ban, majd 1699-ben egy újabb út során visszatért ide.
1770-ben James Cook végighajózott és feltérképezte a keleti partvonalat, melyet Új-Dél-Walesnek nevezett, és III. György király utasítására brit fennhatóság alá vonta azt 1770. augusztus 22-én.

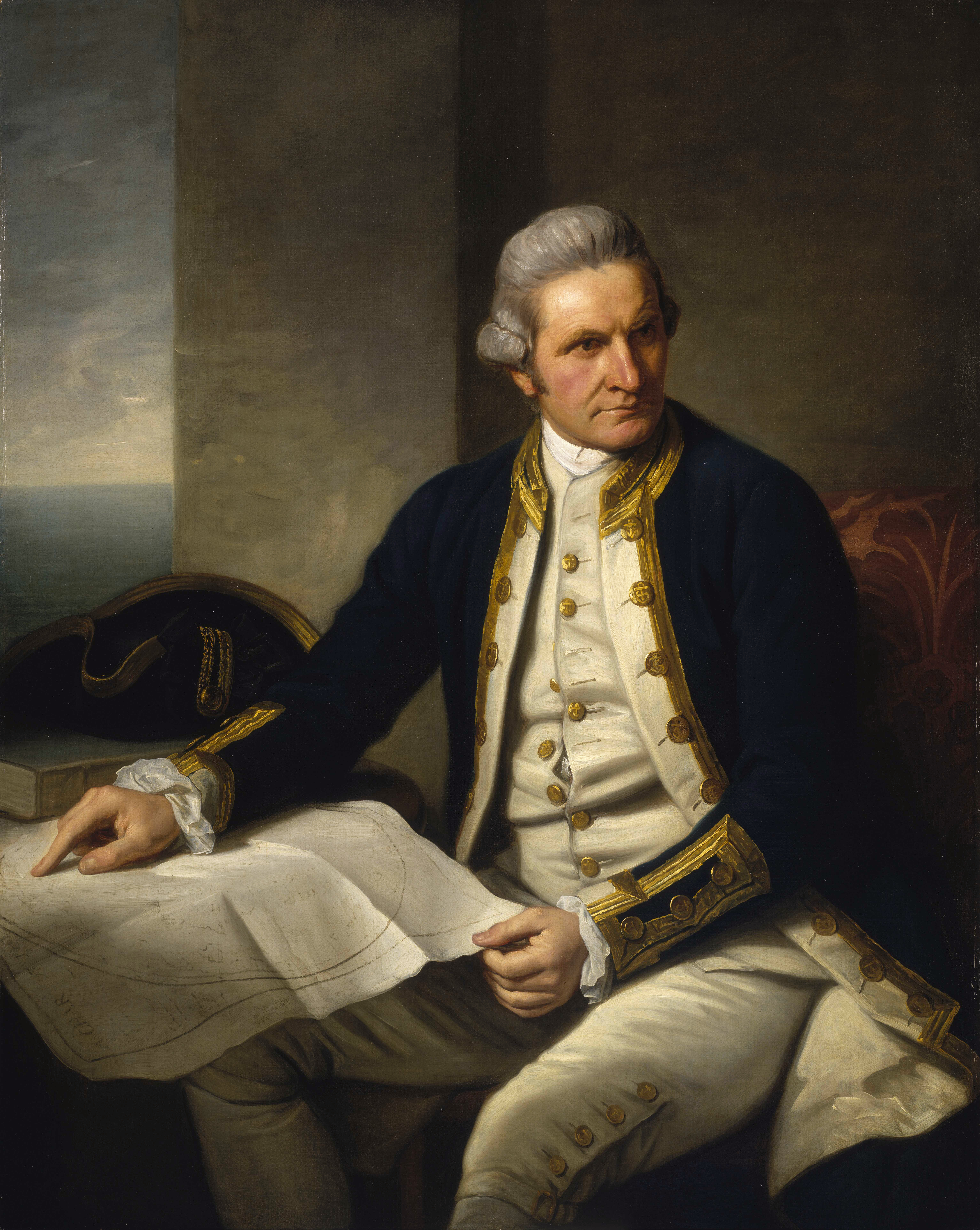
James Cook kapitány portréja, aki az első európai volt, akit a brit korona azért küldött ide 1770-ben, hogy feltérképezze Ausztrália keleti partvonalát

Az amerikai függetlenségi háborúban az angolok elvesztették újvilági gyarmataikat. Az amerikai gyarmat elvesztése miatt a brit kormány 1783-ban hajóflottát küldött, a "First Fleet" néven ismertté vált flottát, Arthur Phillip kapitány parancsnoksága alatt, hogy megalapítsanak egy új fegyenctelepet Új-Dél-Walesben.
1788-ban Arthur Phillip kapitány 11 hajóból álló flottája, az úgy nevezett First fleet 1788. január 18-20. között érkezett a mai Sydney déli külvárosai, a mai nemzetközi repülőtér és kereskedelmi kikötő környékén található Botany-öbölbe, mintegy 1350 emberrel, katonákkal, fegyencekkel és hivatalnokokkal a fedélzeten. Sydney Covenál tábort ütöttek és kitűzték a Brit Birodalom zászlaját. Hamarosan rátaláltak azonban a jóval védettebb és letelepedésre alkalmasabb Port Jackson öbölre, a mai Sydney Harbourra, amely a mai világváros alapításának is tekinthető. Új Dél Wales, mint brit királyi gyarmat hivatalosan nem volt elismerve egészen 1788. február 7-ig. Az első európaiak által alapított település a brit belügyminiszter tiszteletére Sydney Cove-nak nevezett városnegyed a világhírű Operaház épületének helyén 1788. január 26-án (Ausztrália nap) az Egyesült Királyság fegyencgyarmataként alapíttatott. További felfedezések után benépesültek a kontinens távolabbi vidékei is.

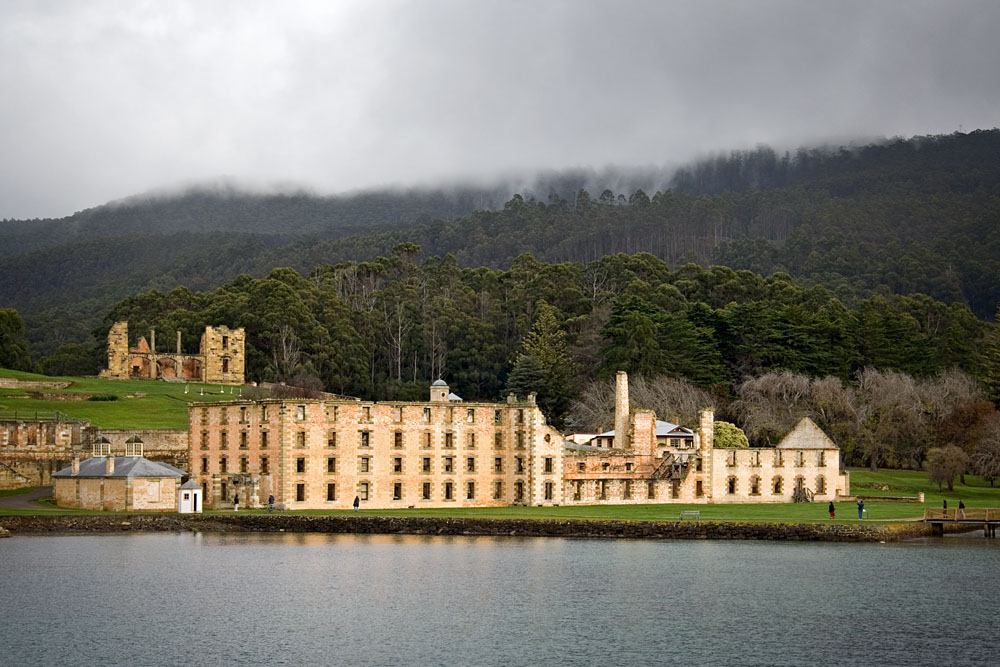
Tasmania Port Arthur fegyenctelep volt, amely helyszín napjainkban az UNESCO tizenegy ausztrál világörökségi helyszíneinek egyike.

Az őslakó népesség létszámát 1788-ban 750 000 és 1 000 000 közé tették, amely az első telepesek megjelenése óta elmúlt 150 év során folyamatosan csökkent, legfőképpen a fertőző betegségek terjedése miatt.
A második flotta, melyet gyakran a „halál flottájaként” is emlegettek (278 elítélt vesztette életét a hónapokig tartó út során az első flotta 48 halálos áldozatával szemben és a túlélők is komoly betegen szálltak partra) 1790-ben életmentő ellátmánnyal megrakva érkezett. Habár az első civil telepesek már 1793-ban megérkeztek, 1823-ig Új-Dél-Wales fegyenctelepként működött, főként fegyencek, katonák, matrózok és azok családjai által népesítve be a kolóniát.
Hamarosan megjelentek a bordélyok, a Bengáliából importált rum és az első gyilkosságokat is elkövették. A rendteremtésre London 1805-ben William Bligh-t küldte a gyarmatra. 1808-ban a gyarmat fellázadt ellene, ahogy annak idején a Bounty is. Utódja, Lachlan Mecquarie által végrehajtott reformok a szabad telepedők számára is vonzóvá tette Ausztráliát. Házakat, közműveket építettek és megnyílt az első bank is. Sydney tíz év alatt várossá lett. 1813-ban kelt át egy expedíció a Kék-hegységen (a Nagy-Vízválasztó-hegység) és pillantotta meg a mögötte elterülő sivatagot. 1817-ben elfogadták Matthew Flinders javaslatát, hogy a földrészt Új-Hollandia helyett Ausztráliának nevezzék.
A bennszülöttek fegyveres ellenállása rendszerint lemészárlásukkal végződött. 1856-ban született az első törvény a victoriai bennszülöttek védelmére, de ekkor már csak 50 000 őslakó élt a kontinensen.
A kormányzat „asszimilációs” irányelve az 1869-es Aboriginal Protection Act elnevezésű törvénnyel kezdődött el, melynek eredményeképpen rengeteg bennszülött gyermeket szakítottak el családjától és közösségétől. Rájuk az ausztrál köznyelv a Stolen Generations kifejezéssel hivatkozik, ami ellopott nemzedéket jelent magyarul. Ez a gyakorlat is nagyban hozzájárult a bennszülött népesség csökkenéséhez.
Van Diemen’s Land, a mai Tasmania első települése 1803-ban jött létre és 1825-től önálló gyarmatként működött. Az Egyesült Királyság 1829-ben jelentette be igényét és fennhatóságát Nyugat-Ausztrália iránt, majd Új-Dél-Wales tartományától leválasztva 1836-ban Dél-Ausztrália, 1851-ben Viktória, 1859-ben Queensland és 1863-ban a független és szabad (azaz nem fegyenctelep) Dél-Ausztrália tartományaként az Északi terület tartományát hívta életre. Viktória és Nyugat-Ausztrália szintén szabad tartományként alapíttatott, később azonban befogadott fegyenceket, akiket az anyaország egészen 1864-ig deportált a kontinensre. Ugyan a földrész nagy része sokáig felfedezetlen maradt 1826-ban vagy 29-ben  Nagy-Britannia bejelentette egyeduralmát.
A brit korona 1823-as törvényével (New-South-Wales Act) életre hívta a Legfelsőbb Bíróságot és a Törvénykezési Tanácsot – gyakorlatilag felelős parlamentet. Ezen lépésekkel kívánta a korona bevezetni az angol polgári törvénykezést és rendet. Földkérdésekkel azonban egészen az 1830-as évekig nem foglalkoztak. Eleinte a felfedezők és bennszülöttek kapcsolata békés volt, alapvetően élelem, víz, szerszámok, ruhák és egyéb termékek cserekereskedelmében merült ki. Ez a viszony azonban hamarosan romlani kezdett, amint az őslakók ráeszméltek, hogy a föld és annak kincsei – amely a megélhetésüket biztosította – veszélybe került. Konfliktusokkal tűzdelt évtizedek után 1835-ben született két megállapodás a gyarmatosítok és az Aboriginal Kulin törzs között 600 ezer hold „megvásárlásáról” Melbourne környékén. Ez és ehhez hasonló ügyletek hatására Sir Richard Bourke, Új-Dél-Wales kormányzója nyilatkozatban jelentette ki, hogy a brit korona képviselőinek érkezése előtt Ausztrália földje senkinek tulajdonát nem képezte. A kérdés ezen irányú megközelítése egészen 1992-ig, a Mabo-ügy esetéig gyakorlatban volt.

### Az iparosodás kezdetei, az aranyláz
Az aranyláz az 1850-es évek elején kezdődött Ausztráliában, majd az Eurekai lázadáshoz vezetett, amely a bányászati jogok díjai miatt tört ki 1854-ben polgári engedetlenségbe torkollott.
1851-ben Melbourne közelében aranyat találtak, pár hónappal később pedig Victoriában, Új-Dél Wales-ben és a Nagy-Vízválasztó-hegységben.
Az aranyat keresők falvakat hoztak létre a kontinens belsejében, a Darling és a Murray mentén. Melbourne-ből nagyvárost teremtett az arany, szállodákkal, színházzal, bankokkal és közvilágítással.
Több helyen találtak ezüstöt, rezet, cinket, melynek ipari mértékű bányászata a gazdaság forrása lett. 1854-ben a ballarati bányászok létrehoztak egy Reformligát, hogy tiltakozzanak a bányászati adó mértéke és a beszedés embertelensége miatt. Gátat építettek, és fegyverrel védték magukat. 30 bányász és 5 katona esett el a félórás ütközetben, ami végül is felgyorsította a reformokat. Az Eureka-gátnál lezajlott csata fontos epizódja lett az ausztrál történelemnek és folklórnak, amely nagyra tartja a bajtársiasságot és a természeti erőkkel dacoló férfiasságot.
Távíróállomásokat állítottak fel, amelyek – Szingapúron át – kapcsolatban álltak Londonnal. A központi távíróállomás, a Telegraph Station Ausztrália közepén épült, és egy város, Alice Springs magja lett.
1855 és 1890 között, a hat gyarmat önállóan választott magának felelős kormányzatot, melyek a hozzájuk tartozó gyarmatok ügyeit intézték, míg az egyéb ügyekben a Brit Birodalom volt az illetékes. A londoni Colonial Office megtartotta néhány fontosabb ágazat irányítását, különösen a külügyek, a honvédelem, valamint a nemzetközi szállítmányozás terén.
A legendás útonálló, Ned Kelly, az ausztrál folklór központi figurája. 1868-tól Anglia már nem deportált elítélteket Ausztráliába, a kontinens öt gyarmata egyre inkább szabad országként kezdte életét élni.

### Önállósága
1901-ben a kontinens brit gyarmatainak uniójából létrejött Ausztrália (Commonwealth of Australia) mint a Brit Birodalom egyik belső önkormányzattal rendelkező domíniuma.
Ám a szabadságot a „Fehér Ausztráliában” hívők gondolták csak természetesnek: a faji megkülönböztetés törvény által védett irányelv lett, amikor 1901-ben az ázsiaiak bevándorlását lehetetlenné tévő törvény megszületett.
Queenslandben olajat találtak, továbbá hatalmas vasérc- és bauxit-, ón-, urán-, kvarc- és kőszénlelőhelyeket fedeztek fel; Dél-Ausztráliában a világ legnagyobb opálmezőjére bukkantak.
Átmenetileg Melbourne lett a főváros, de hogy véget vessenek a Sydney-vel való rivalizálásnak, az állam megvásárolta a leendő ausztrál fővárosi területet, és Walter Burley Griffin amerikai építészt megbízta Canberra alaprajzának és városszerkezetének megtervezésével.
A Szövetségi fővárosi terület (később átnevezték Ausztráliai fővárosi területre) 1911-ben alakult meg az akkor még leendő főváros, Canberra környékén. Melbourne időszakosan adott otthont a kormánynak 1901 és 1927 között, amíg Canberra városát felépítették. Az Északi terület Dél-Ausztrália kormányának fennhatósága alól 1911-ben került át a szövetségi parlament fennhatósága alá.
1914-ben az anyaország Nagy-Britanniával együtt Ausztrália is hadat üzent Németországnak, mely döntés mind a leköszönő Államközösségi Liberális Párt, mind a megválasztott Ausztrál Munkáspárt támogatását élvezte. A nemzet a tűzkeresztségen a törökországi Gallipolinál esett át. Gallipoliból nemzeti legenda lett, Peter Weir a legnagyobb ausztrál filmrendező filmet is szentelt neki. A gallipoli csata után is még számos ütközetben tanújelét adták az ausztrál katonák bátorságuknak a törökök és a németek ellen.
Ausztrál katonák harcoltak a nyugati front minden fontosabb ütközeténél. A fronton szolgáló mintegy 416 000 katonából mintegy 60 000 fő életét vesztette a harcok során és további 152 000 fő szenvedett sérüléseket.
1927-ben a parlament első ízben ülésezett az új fővárosban, Canberrában.
1939-ben Ausztrália Nagy-Britanniával és a többi brit domíniummal együtt lépett be a II. világháborúba. 1941-ben Ausztrália hadat üzent Japánnak, ami a kontinens elfoglalására készült és Darwint bombázta. A Kokoda Track hadjáratot számos további nemzetformáló tett követte a második világháború során.
Az ausztrál hadsereg igen jelentősen kivette részét a japánok elleni harcokban, de éppúgy jutottak ausztrál erők Európába és Afrikába is, a Németország és Olaszország elleni harcokba. A háború után a gazdaság virágzásnak indult.
A második világháborút követően Ausztrália támogatta az Európából érkező bevándorlást. A hetvenes évek óta, mikor eltörölték az úgy nevezett fehér ausztrália irányelvet már támogatják az Ázsiából és a máshonnan történő bevándorlást is. Ennek eredményeképpen megváltozott az ország demográfiai összetétele, kultúrája és önképe. Európából érkeztek németek, olaszok, magyarok, görögök, lengyelek, szerbek, horvátok. Ausztrália tejjel-mézzel folyó tágas Kánaánnak tűnt: végül 5 millió európai telepedett le.
1951 óta, Ausztrália az Amerikai Egyesült Államok katonai szövetségese hivatalosan az ANZUS nemzetközi szerződés keretein belül.
1965-ben eltörölték a faji törvényeket. 1967-ben a népszavazáson a lakosok 90%-a egyetértett azzal, hogy bennszülöttek állampolgári jogokat kapjanak. Az 1967-ben az őslakókról tartott népszavazás eredményeképpen a szövetségi kormány speciális törvényeket hozott az ausztrál őslakók védelme és nagyobb megbecsülése érdekében.
1972-től, vagyis a Gough Whitlam vezette kormány hatalomra kerülésétől kezdve megnőtt a jelentősége a Csendes-óceán térségében fekvő országokkal való kapcsolattartásnak és erre azóta fokozottabban összpontosít az ausztrál külügy, miközben Ausztrália továbbra is fenntartja szoros kapcsolati rendszerét hagyományos szövetségeseivel és kereskedelmi partnereivel.
1986-ban megszüntették Ausztrália igazságszolgáltatásának maradék kapcsolatát az Egyesült Királyságéval az Australia Act 1986 elfogadásával.
Az 1999-ben a köztársasági államforma bevezetéséről tartott népszavazás során a választók 55 százaléka elutasította annak a lehetőségét, hogy Ausztrália államformája a Nagy-Britanniával perszonálunióban álló monarchia helyett a köztársaság legyen. Az államok és területek mindegyikében a köztársasági államforma elleni szavazók voltak többségben
Japán vált a fő gazdasági partnerré és ma a bevándorlók fele is Ázsiából jön, de nyugati típusú ország maradt.

## Államszervezet és közigazgatás

### Alkotmány, államforma
Az Ausztrál Államszövetség államformája parlamentáris föderatív monarchia perszonálunióban Nagy-Britanniával és több más nemzetközösségi királysággal. Az ország 1901 óta államszövetség, az államfő a mindenkori brit uralkodó, 2022. szeptember 8. napjától III. Károly, akinek hivatalos címe Ausztrália királya (King of Australia). Minden tagállamnak saját kormánya és parlamentje van, tehát széles körű autonómiával rendelkeznek. A központi kormány székhelye Canberra városában van, mely önálló szövetségi terület. Az országban többpártrendszer van. A törvényhozó testület az Északi területen, az Ausztráliai fővárosi területen és Queenslandben egy, minden más államban két házból áll. Minden állam élén a királyt képviselő kormányzó áll (az Északi terület élén az adminisztrátor), akit az adott állam kormányfőjének javaslatára az uralkodó nevez ki. Ezek államformája alkotmányos monarchia, egyben szövetségi állam. A központi törvényhozó hatalmat a Szövetségi Parlament látja el.

II. Erzsébet ausztrál királyi zászlója (1962–2022).
Ausztrália főkormányzójának zászlója.
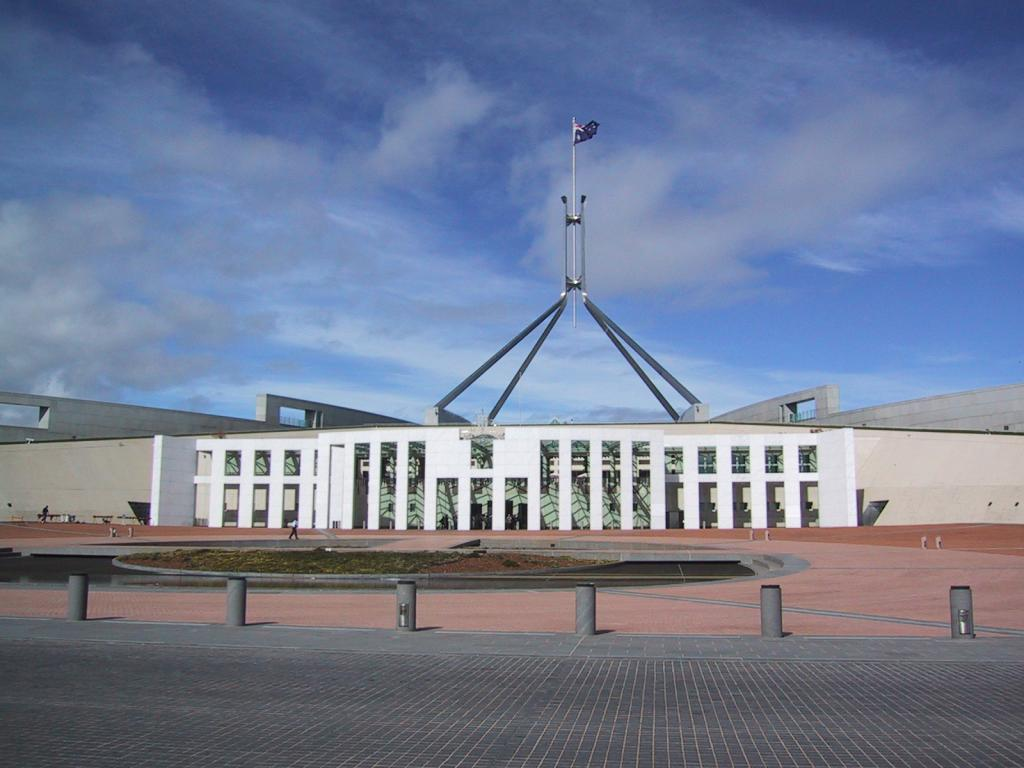
Az ausztrál parlament épülete Canberrában.
II. Erzsébet mint Ausztrália királynője. Az uralkodó a képen az Order of Australia rend kitüntetését viseli
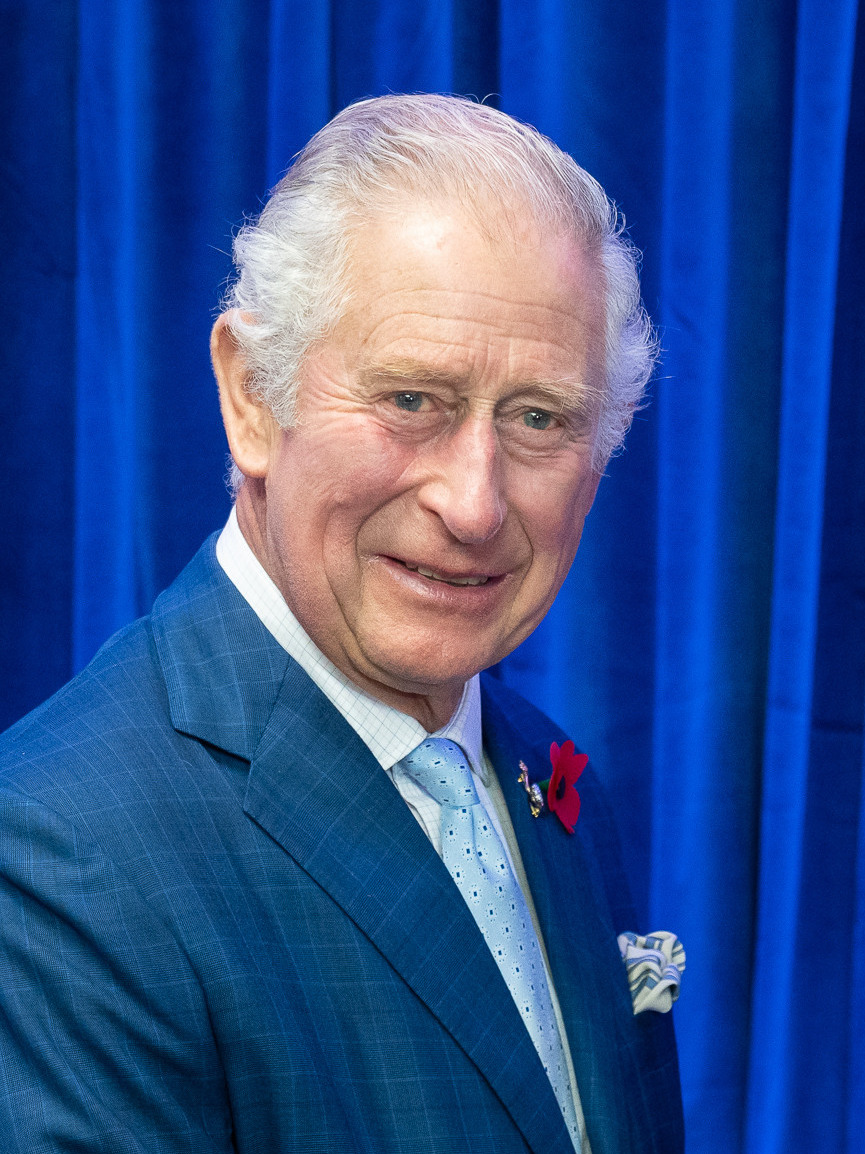
III. Károly, 2022. szeptember 8. napjától Ausztrália királya.

### Törvényhozás, végrehajtás, igazságszolgáltatás
A szövetségi törvényhozó hatalom szerepét a Szövetségi Parlament, a szövetségi végrehajtó szerepét a Szövetségi Kormány tölti be, élén a miniszterelnökkel.
A szenátusban (az ausztrál országgyűlés felsőházában) 76 szenátor van: tizenkettő fő minden egyes tagállamból, kettő-kettő fő pedig a szárazföldi területekről (az Ausztráliai fővárosi területről és az Északi területről). A szenátorok mandátuma hatéves időtartamú, kivéve azokat, akiket a területekről választottak meg, mert számukra nincs meghatározva konkrétan a mandátumuk időtartama, hanem az alsóházban meghatározott ciklusokhoz van rögzítve.
Az ausztrál országgyűlés alsóháza 151 egyéni választókerületben megválasztott tagból áll, melyeket elektori választókerületekben választanak meg, amelyek száma az adott tagállam népességének arányában van meghatározva úgy, hogy eredetileg minden tagállam öt garantált hellyel rendelkezik az alsóházban.
A tagállamok parlamentjei törvényeket hozhatnak az oktatást, a büntetőjogot, az állam rendőri szerveit illetően, az egészségügy, a közlekedés és a helyi kormányzat terén, ugyanakkor az államközösség parlamentjének nincs különleges jogalkotási szerepköre ezeket illetően.

### Politikai élete
A legnagyobb támogatást élvező párt alakíthat kormányt az ausztrál Képviselőházban (House of Representatives) és ennek a pártnak a vezetője lesz a kormányfő. Azokban az esetekben, amikor nincs olyan párt, amely megszerezte volna a többséget, a főkormányzó alkotmányos joga kijelölni a miniszterelnök személyét és, ha bizalmatlanság éri a parlament részéről a miniszterelnök személyét, akkor menesztenie kell.
Abban az esetben, ha nincsen meg a többségi támogatottság egyetlen párt esetében sem, akkor az ausztrál főkormányzó alkotmányos joga kijelölni a miniszterelnök személyét, illetve a miniszterelnököt lemondathatja posztjáról, ha az elvesztette a parlament bizalmát.
Független képviselők és különféle kisebb pártok is be szoktak jutni az ausztrál törvényhozásba, főleg az ausztrál parlament felsőházába.
2015 szeptemberében, Malcolm Turnbull sikeresen megnyerte a Koalíció elnökségi posztjáért indított tisztújító szavazást a korábbi pártvezető Abbott ellen és megfogadta, hogy ő lesz Ausztrália huszonkilencedik miniszterelnöke. A 2016. július másodikán tartott 2016-os ausztrál szövetségi választások eredményeképpen a Koalíció alakíthatott kormányt. A 2019-es szövetségi választást a Koalíció, immáron Scott Morrison vezetésével, megint megnyerte, viszont a 2022-es szövetségi választáson elszenvedett vereség után a Liberális-Nemzeti Koalíció majdnem tíz éves kormányzásának ez a szakasza lezárult.
Az ausztrál politika két nagy tömbre osztható:
- a balközép, szociáldemokrata Ausztrál Munkáspártra (kormánypárt), valamint
- a jobbközép Liberális Párt.

"Harmadik erőnek" mondhatók
- a Zöldek – ami a nevéből is adódóan zöld.

És egyéb kisebb, de a tartományi parlamentekben esetleg jelentős pártok:
- a Queenslandi Liberális Nacionalista Párt – amely konzervatív (Gyakorlatilag a Liberális és a Nemzeti Párt queenslandi ágának összeolvadásából jött létre)
- az Ausztrál Nemzeti Párt – mely szintén konzervatív
- az Északi területi "Country" Liberális Párt ami gyakorlatilag a Liberális párt északi verziója (kormánypárt)
- Katter Ausztrál Pártja (a neve Bob Katter pártelnöktől származik), amely szintén konzervatív párt
- az Egyesült Ausztrál Párt, ami centrista-konzervatív.

### Közigazgatási beosztása

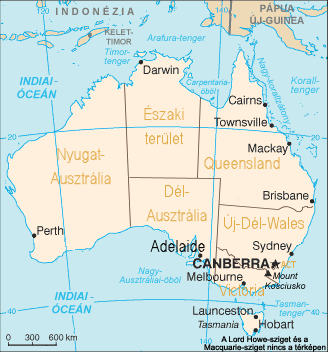
Ausztrália tagállamai és területei

Ausztrália hat szövetségi államból – Új-Dél-Wales (NSW), Queensland (QLD), Dél-Ausztrália (SA), Tasmania (TAS), Victoria (VIC) és Nyugat-Ausztrália (WA) – és három szárazföldi területből áll – az Ausztráliai fővárosi terület (ACT), Jervis-öböl terület (ACT) és az Északi terület (NT). A legtöbb tekintetben ez utóbbi három terület ugyanúgy működik, mint a tagállamok, kivételt képez ez alól az államközösség törvényhozásának meg van az a törvényi felhatalmazása, hogy módosítsa, vagy elutasítsa a területek törvényhozásain keresztüljutott törvényeket, javaslatokat.
| Szövetségi államok (6) és territóriumok (2)                       | Főváros            |
| ----------------------------------------------------------------- | ------------------ |
| Nyugat-Ausztrália (Western Australia) (WA)                        | Perth              |
| Queensland (QLD)                                                  | Brisbane           |
| Új-Dél-Wales (New South Wales) (NSW)                              | Sydney             |
| Victoria (VIC)                                                    | Melbourne          |
| Dél-Ausztrália (South Australia) (SA)                             | Adelaide           |
| Tasmania (TAS)                                                    | Hobart             |
| Északi terület (Northern Territory) (NT)                          | Darwin             |
| Ausztráliai fővárosi terület (Australian Capital Territory) (ACT) | Canberra           |
| Jervis-öböl terület (Jervis Bay Territory) (JBT)                  | Jervis Bay Village |

| Tengeren túli területek           |
| --------------------------------- |
| Ashmore- és Cartier-szigetek      |
| Ausztrál antarktiszi terület      |
| Heard-sziget és McDonald-szigetek |
| Karácsony-sziget                  |
| Kókusz (Keeling)-szigetek         |
| Korall-tengeri-szigetek           |
| Norfolk-sziget                    |

- Torres-szorosi-szigetek: területe 500 km². A szigetek Ausztrália és Pápua Új-Guinea között terülnek el. Népessége 8000 fő. A székhely: Thursday Island City. 1883 óta ausztrál terület. Lakói melanézek, fekete bőrű óceániai bennszülöttek.[150] Az eltérő kultúrájú nép 1988-ban függetlenséget szeretett volna elérni az ausztrál kormánytól, de csak speciális státuszt sikerült kivívni. Saját közigazgatása és választási rendszere van, teljes körű belső autonómiával, amely 1990. március 5-én lépett életbe.
- Lord Howe-szigetcsoport: a mindössze 15,5 km²-es sziget Ausztráliától 1270 km-re keletre található. Lakossága csupán 350 fő; mindannyian brit telepesek.[150] A szigetet és a hozzá tartozó Ball's Pyramid nevű zátonyt Új-Dél-Walesről igazgatják, de bizonyos, helyi kérdésekben maga dönthet. Brit hajósok fedezték fel 1788-ban, az első telepesek 1834-ben jelentek meg.
- Macquarie-sziget: a mindössze 176 km²-es sziget az Antarktisz közelében található. Csupán a meteorológiai állomás személyzete lakja. Rendkívül gazdag a fóka- és pingvinállománya.[150] Az UNESCO 1997-ben a világörökség részévé nyilvánította.

### Külkapcsolatok és védelmi erők
Ausztrália az OECD és a Világkereskedelmi Szervezet tagja, és számos kétoldalú egyezményt kötött, legutóbb például az Egyesült Államokkal, és közelebbi gazdasági kapcsolatokat kötött Új-Zélanddal, valamint egy újabb szabadkereskedelmi egyezményről folytak a tárgyalások Kínával az Ausztrália–Kína Szabadkereskedelmi Egyezmény keretein belül—továbbá Japánnal, valamint Dél-Koreával 2011-ben. Az Ausztrália–Chile szabadkereskedelmi Egyezmény, valamint 2015 novemberében a Transz-csendes-óceáni Partnerség került a törvényhozás elé ratifikálás céljából.
A 2005–06-os költsgvetés 2,5 milliárd ausztrál dollár értékű keretet tartalmazott, melyet a gazdasági fejlődés támogatására különítettek el. Ausztrália a tizenötödik helyen áll a Center for Global Development 2012-es Commitment to Development Indexében.
Az Ausztrál Védelmi Erők főparancsnoki tisztségét Ausztrália főkormányzója tölti be, aki a fegyveres erők bevetését a mindenkori kormány tanácsai alapján rendeli el. Míg a mindennapi műveletek a főparancsnok személye alá tartoznak, addig a széles körű adminisztrációs teendők és a honvédelem irányelveinek kidolgozása az ausztrál honvédelmi miniszter és az Ausztrál Védelmi Minisztérium hatáskörébe tartozik.
A 2015–16-os költségvetésben egy 31,9 milliárd ausztrál dollár értékű keretet szabtak meg a védelmi kiadások fedezésére, ami az ország bruttó nemzeti össztermékének 1,92 százalékát képezi. Ez a világon a tizenharmadik legmagasabb honvédelmi költségvetés. Ausztrália érintett volt az ENSZ regionális békefenntartó missziójában, katasztrófavédelmi segítségnyújtásban, valamint több fegyveres összetűzésben, beleértve Irak 2003-as megszállását. Jelenleg mintegy 2,241 fő szolgál 12 nemzetközi műveletben, különböző méretű erőkkel, olyan hadszíntereken, mint Irak, vagy Afganisztán.
Ausztrália fegyveres erői – az Ausztrál Védelmi Erő (ADF) – amely három haderőnemből áll: a Királyi Ausztrál Haditengerészet (RAN), az Ausztrál Hadsereg és a Királyi Ausztrál Légierő (RAAF), összes létszáma 81 214 fő (beleértve 57 982 hivatásos állományú és 23 232 tartalékost) a 2015 novemberi állapot szerint.
Új-Zéland, az Egyesült Királyság, Malajzia és Szingapúr mellett, Ausztrália a Five Power Defence Arrangements elnevezésű regionális védelmi egyezmény részese. Mivel az ország az egyik alapító tagja az Egyesült Nemzetek Szervezetének, Ausztrália erősen elkötelezett a többnyelvűség felé és nemzetközi segélyprogramot tart fenn mintegy 60 ország közreműködésével.

## Gazdaság

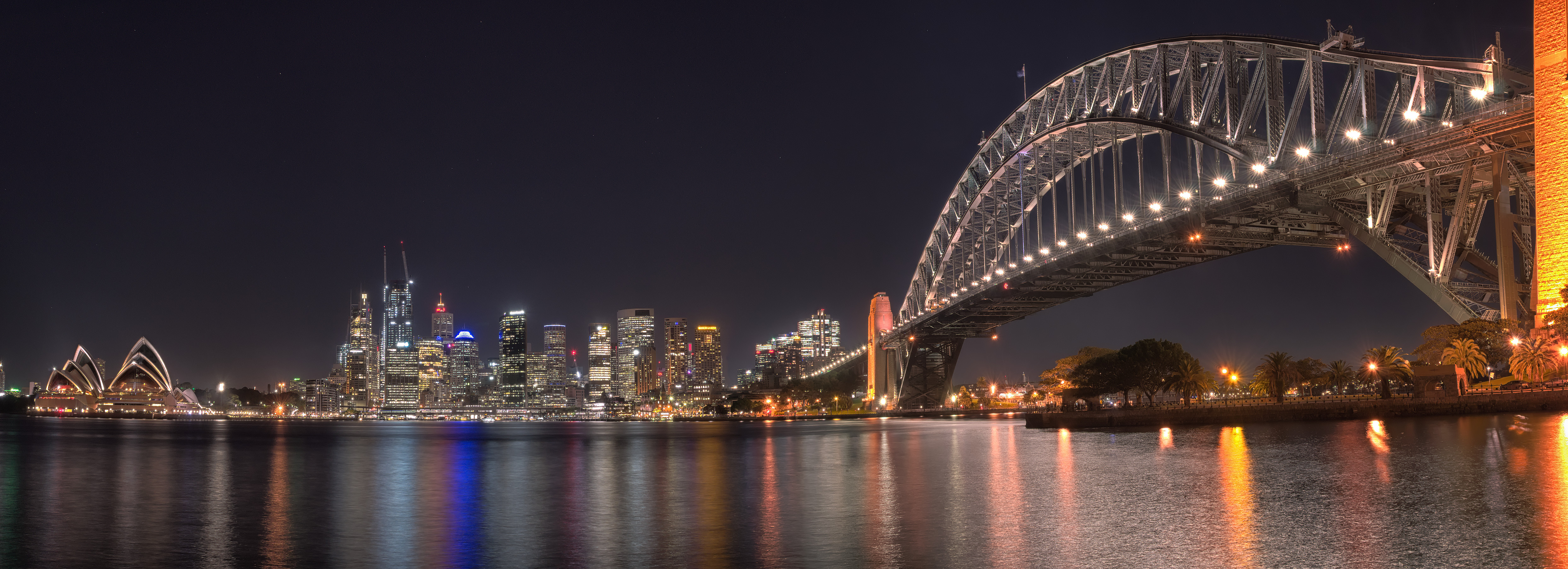
Sydney pénzügyi központja

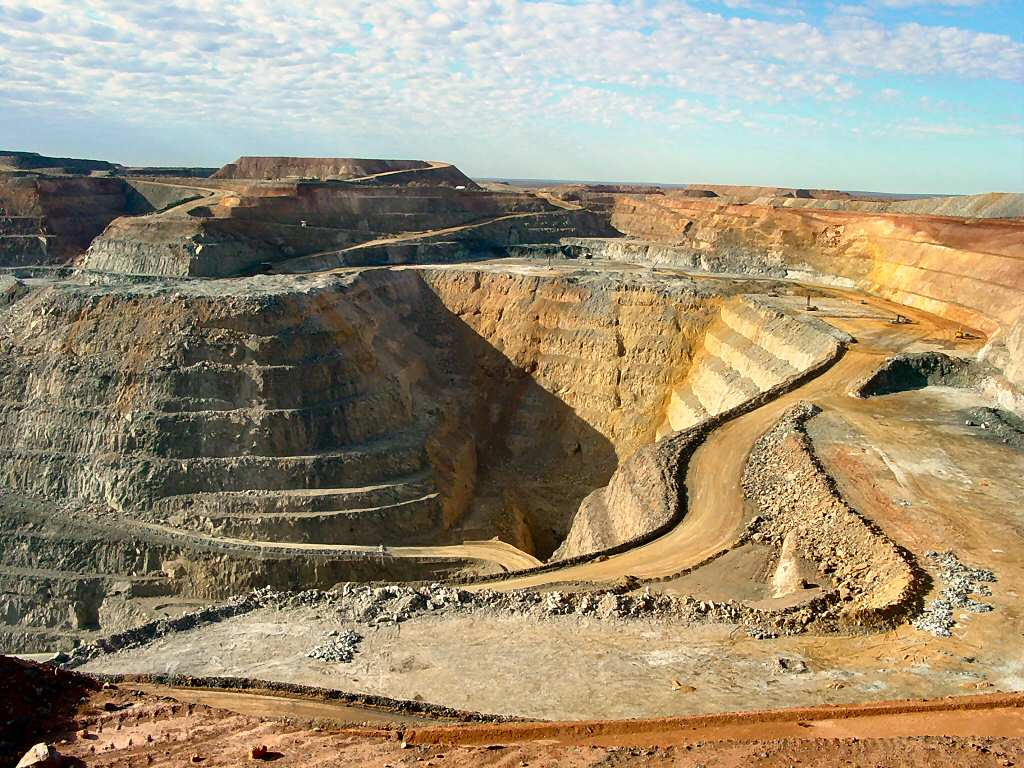
A Super Pit aranybánya Kalgoorlieban, Nyugat-Ausztráliában, az ország legnagyobb külszíni fejtése

Ausztrália jóléti állam, melynek bevételei sokféle forrásból származnak, beleértve a bányászati termékek kivitelét, a telekommunikációt, a pénzügyi szektort és a gyáripart. Az országban a piacgazdaság virágzik, viszonylag magas az egy főre jutó éves GDP értéke és viszonylag alacsony a szegényebb népesség aránya. Az átlagos jólét tekintetében Ausztrália Svájcot követően a második helyen állt a világon 2013-ban, habár a 2000–2001-es időszak 10,2 százalékos arányáról 2013-ra 11,8 százalékos arányra emelkedett a nemzeti szegénységi ráta. A Credit Suisse kutatóintézete kimutatta, hogy az ország rendelkezik a legmagasabb medián vagyonnal a világon és 2013-ban a világon a második legmagasabb volt a felnőttekre számított vagyon nagysága.
Az ausztrál dollár az ország hivatalos fizetőeszköze, továbbá hivatalos pénzneme a Karácsony-szigetnek, a Cocos-szigeteknek (Keeling), a Norfolk-szigetnek, akárcsak a Csendes-óceánon fekvő Kiribati, Nauru és Tuvalu államoknak. Az Australian Stock Exchange és a Sydney Futures Exchange 2006-os összeolvadásával az így létrejövő Australian Securities Exchange vált a kilencedik legnagyobb tőzsdévé a világon.
A Gazdasági Szabadság Index 2010-es eredményei alapján a harmadik helyen állt az ország, Ausztrália gazdasága a tizenkettedik legnagyobb gazdaság a világon a GDP névleges értékét tekintve és fejenként számolva az ötödik legmagasabb névleges GDP-vel rendelkezik a világon, melynek értéke 66 984 ausztrál dollár. Az ország a második helyen állt az ENSZ Emberi fejlettségi index 2011-es listáján és a Legatum Prosperity Index 2008-as listáján az első helyet foglalta el. Ausztrália nagyobb városainak mindegyike jó helyezéseket ér el a különböző globális jóléti és fejlettségi felméréseken. 2014-ben Melbourne már zsinórban a negyedik évben érte el az első helyezést a világ legélhetőbb városainak listáján, valamint Adelaide az ötödik, Sydney a hetedik, míg Perth a kilencedik lett ugyanezen listán. A teljes kormányzati adósság 190 milliárd ausztrál dollárra rúg, ami mintegy 20%-a volt a GDP-nek 2010-ben. Ausztráliában az egyik legmagasabb ingatlanárak vannak a világon és ezzel párhuzamosan az egyik legmagasabb a háztartások eladósodottsági szintje.

2006-os adatok mutatják a legfőbb célországokat és azok értékét

Ausztrália gazdasága több, mint 15 éven keresztül 3,6 százalékkal emelkedett átlagosan éves szinten, ami magasabb érték, mint az OECD éves 2,5 százalékos átlaga. Ausztrália volt az egyetlen olyan gazdaság, amely nem tapasztalt recessziót a 2008-as gazdasági válság során. Ugyanakkor Ausztrália hat legnagyobb kereskedelmi partnere recesszióba süllyedt a válság idején, amely hátrányosan érintette az ország gazdaságát is, főleg a következő évek növekedési ütemét vetette vissza jelentős mértékben. 2012 elejétől kezdve, 2013 elejéig az ausztrál gazdaság fokozatosan bővült, ám néhány olyan államban, ahol nincs a bányászat jelen, illetve az ország bányászathoz nem kapcsolható gazdasági ágai recessziót könyvelhettek el.
A Hawke kormányzat 1983-ban bevezette az ausztrál dollár esetében az úgy nevezett lebegő árfolyamot és részben csökkentette a pénzügyi rendszer szabályozását. A Howard kormány ezt követően a munkaerőpiacon csökkentette a szabályozások mértékét és további privatizációkat hajtottak végre állami kézben lévő vállalatok magánosításával, melyek közül a legjelentősebb a távközlési vállalatok eladása volt. A közvetett adórendszer lényegesen megváltozott 2000 júliusában a 10 százalékos Áfa bevezetésével. Az ausztrál adórendszerben a vállalatok és a magánszemélyek jövedelmi adót fizetnek, ami a kormányzat bevételi forrásainak gerincét adja.
2012 májusában 11 537 900 fő volt a foglalkoztatottak létszáma (ide értve a főállású, illetve a részmunkaidős munkavállalókat is), míg a munkanélküliségi ráta mindössze 5,1% volt. A 15–24 évesek közt mért munkanélküliségi ráta 11,2 százalékon állt ugyanebben az időszakban.
2008 óta az infláció mértéke jellemzően 2–3% közt alakul és a jegybanki alapkamat 5–6%. A gazdaságban az idegenforgalmat, oktatást, pénzügyi szolgáltatásokat tömörítő szolgáltatóipar a GDP 70 százalékát adja. Mivel Ausztrália gazdag nyersanyagok és egyéb természeti erőforrások tekintetében, ezért az ország fő exportcikkei közé tartoznak a mezőgazdasági termények, részben a búza és a gyapot, míg az ásványi anyagok közt a vasérc és az arany kivitel meghatározó, míg energiahordozók szempontjából a szén és a cseppfolyósított földgázkivitele jelentős. Annak ellenére, hogy Ausztrália mezőgazdasági országnak tekinthető és nyersanyagokban gazdag, ezen ágazatok mégis csak mintegy 3, illetve 5 százalékkal részesednek az ország GDP-jén belül, főleg az export terén. Ausztrália legnagyobb exportpiacai Japán, Kína, az Amerikai Egyesült Államok, Dél-Korea és Új-Zéland. Ausztrália a világ ötödik legnagyobb borexportőre, az ágazat évente mintegy 5,5 milliárd ausztrál dollárral járul hozzá az ország gazdaságához.
Ausztrália a hús (marha és bárány), a gyapjú, a szén, az arany, a vasérc, az alumínium, a műszaki, valamint a közlekedési eszközök, és a búza exportjában világelső, de legalábbis az elsők közé tartozik.
Import termékek a számítógépek, irodafelszerelések, telekommunikációs berendezések és alkatrészek, nyersolaj és az olajtermékek.
A Világbank 1995-ös felmérése szerint Ausztrália a világ leggazdagabb országa volt, mert minden egyes polgárára 1,1 millió ausztrál dollár nemzeti vagyon esett.

### Gazdasági adatok
Ausztrália gazdasági adatai 2013-2020 közt:

| Év   | GDP (milliárd USD, PPP) | GDP per fő ( USD, PPP) | GDP növekedés (reál) | Infláció (százalékban) | Munkanélküliség (százalék) | Államadósság (GDP % -ban) |
| ---- | ----------------------- | ---------------------- | -------------------- | ---------------------- | -------------------------- | ------------------------- |
| 2013 | 1,083.5                 | 46,506                 | 2.1%                 | 2.5%                   | 5.7%                       | 30.5%                     |
| 2014 | 1,111.5                 | 47,018                 | 2.6%                 | 2.5%                   | 6.1%                       | 34.0%                     |
| 2015 | 1,113.0                 | 46,407                 | 2.5%                 | 1.5%                   | 6.1%                       | 37.7%                     |
| 2016 | 1,174.4                 | 48,152                 | 2.8%                 | 1.3%                   | 5.7%                       | 40.5%                     |
| 2017 | 1,233.6                 | 49,796                 | 2.4%                 | 2.0%                   | 5.6%                       | 41.2%                     |
| 2018 | 1,298.2                 | 51,571                 | 2.8%                 | 1.9%                   | 5.3%                       | 41.7%                     |
| 2019 | 1,345.7                 | 52,726                 | 1.8%                 | 1.6%                   | 5.2%                       | 46.3%                     |
| 2020 | 1,307.9                 | 50,845                 | -4.2%                | 0.7%                   | 6.9%                       | 60.4%                     |

### Mezőgazdaság

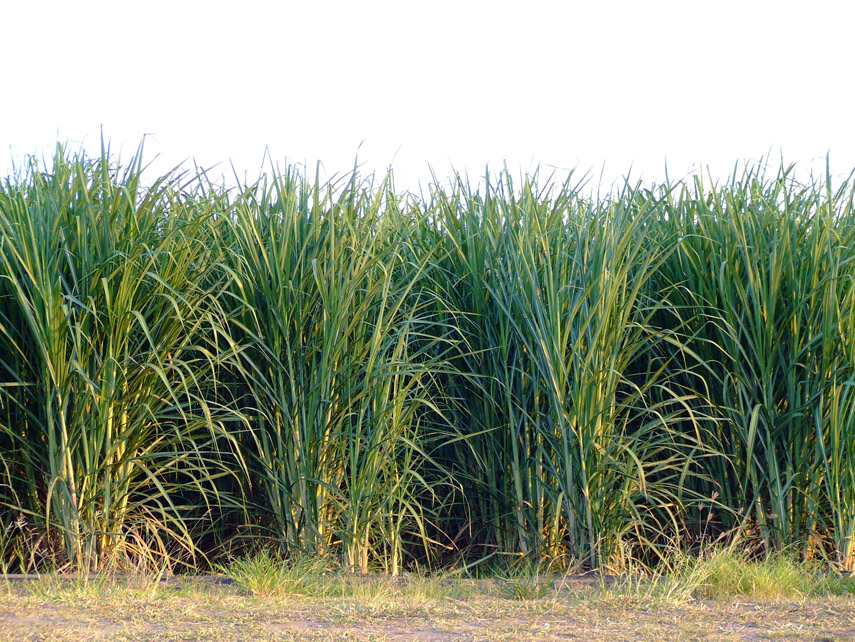
Cukornádültetvény Queensland államban

A külterjes jelleg, a családi tulajdon és a magasfokú specializáció jellemzi a mezőgazdaságot. A teljes agrártermelés 70%-a kerül exportra (gyapjú, búza, cukor, hús). A világ gyapjútermelésének negyede Ausztráliából kerül ki.
A mezőgazdaság elrendeződése a tengerpartoktól a kontinens belseje felé zonális:
belterjes növénytermesztés
Átlagosan 300 ha alatti farmokon, sűrűn lakott térségeken alakult ki.
- északkeleten: cukornád és gyümölcs
- délkeleten, a Brisbane és Adelaide közötti Boomerang-parton és Tasmaniában: zöldség és gyümölcs
- a Murray medencéjében: öntözéses rizs, zöldség és szőlő

belterjes állattenyésztés
500-1000 ha-os farmokon, partközelben alakult ki. Juh-, marha-, sertés- és baromfitenyésztés, valamint tejgazdálkodás folyik itt.
- délkeleti sáv: a juhállomány legnagyobb része itt helyezkedik el

átmeneti jellegű gazdálkodás

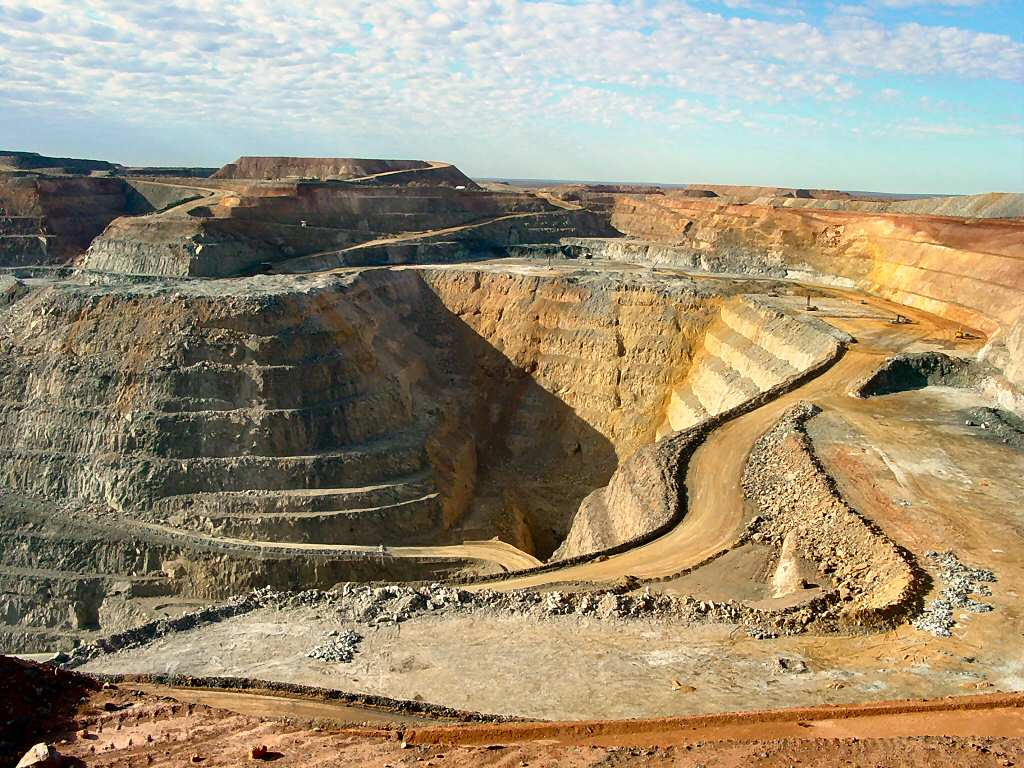
Külszíni bányászat Kalgoorlie közelében

2000 ha alatti birtokokon, a parti zóna mögött alakult ki.
Búzatermelő övezet, telepszerű juh- és szarvasmarha-tenyésztéssel.
külterjes állattartás
10-600 000 ha méretű gazdaságokon, a legbelsőbb zónában alakult ki. Juh- és marhatartás jellemző, többnyire családi vállalkozásban, magas színvonalú gépesítéssel.

### Ipar

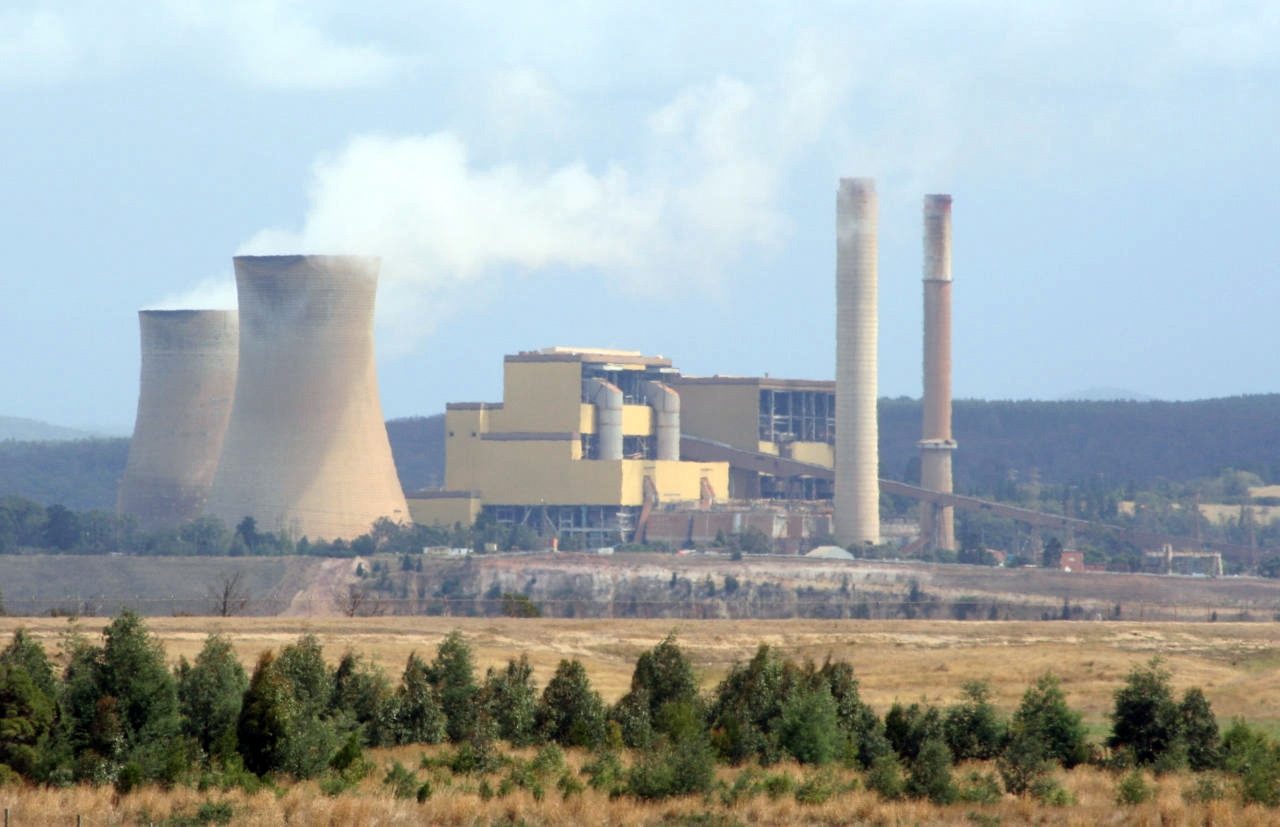
Egy széntüzelésű erőmű Yallourn mellett

Ásványkincsekben gazdag ország (bauxit, ólomérc, vasérc, nikkelérc, uránérc, rézérc, ónérc, ezüst, gyémánt, feketekőszén). A gazdaságban meghatározó szerepe van a bányászati termékek exportjának.
Az ipar gerincét a vaskohászat, a gépgyártás és az elektronikai ipar, illetve az élelmiszeripar adja, 70%-a délkeletre, Új-Dél-Wales és Victoria területére telepedett.
Vas- és acélkohászat Adelaide (Whyalla), Newcastle, Sydney (Port Kembla), Perth (Kwinana) városokban települt legfőképpen.
Timföldgyártás az Arnhem-földön (Észak-Ausztrália), valamint Gladstoneban települt.
Alumíniumkohászat Newcastle, Geelong, Launceston (Tasmania) területén jellemző.

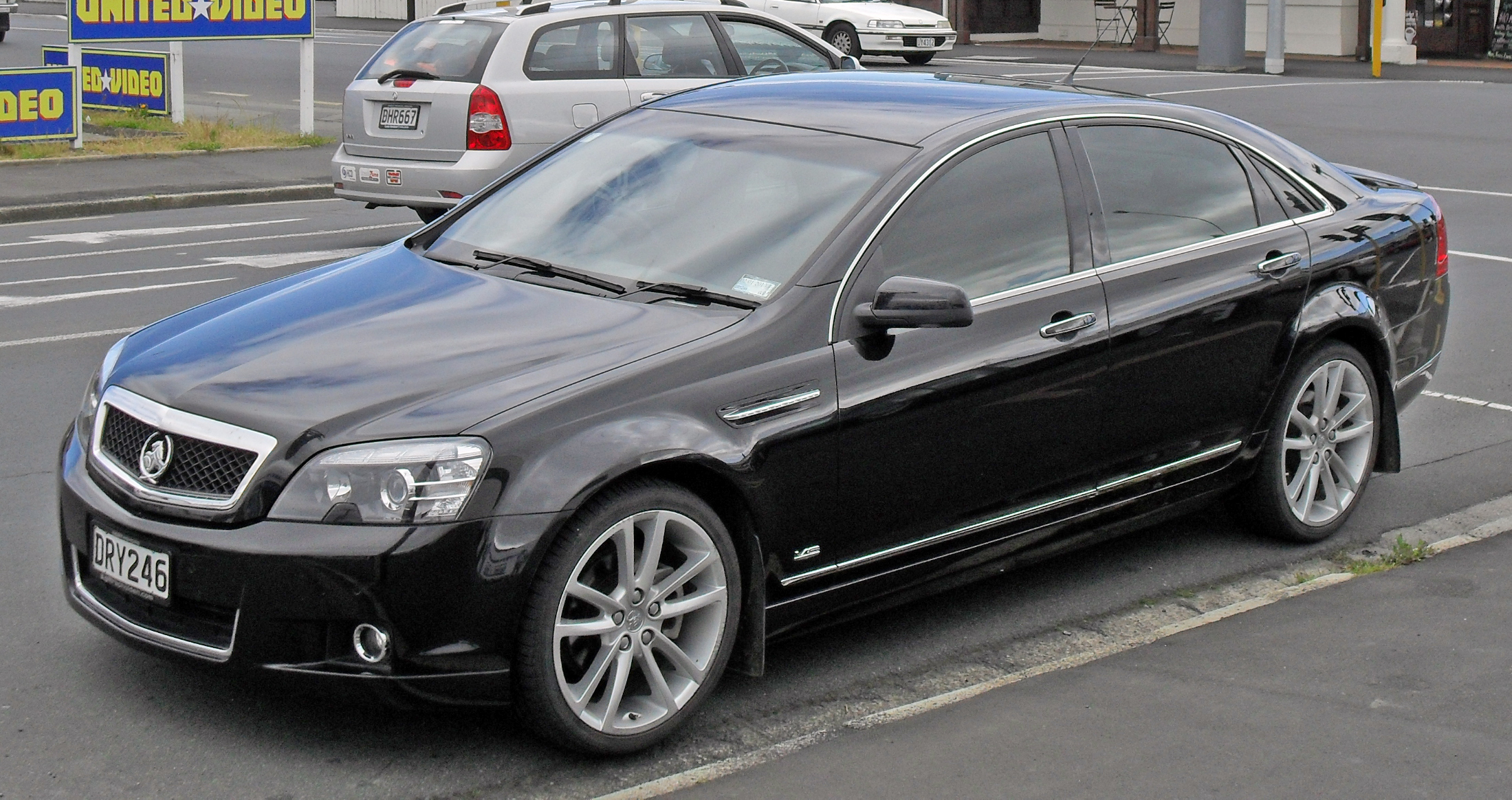
A Holden ausztrál autómárka WM Caprice típusa

Gép- és gépkocsigyártás Melbourne, Sydney és Adelaide városokban van. Ismert ausztrál márka volt a Holden, ami viszont már régóta a General Motors tulajdonában volt; az anyacég 2020-ban döntött a márka megszüntetéséről a gyenge eladások miatt. A gépjárműpiacon alapvetően európai, ázsiai és amerikai cégek is képviseltetik magukat, a cégek divíziói helyi igények szerint gyártják ezen típusokat.
Elektronikai ipar Adelaide és Geelong városokban van.
Vegyipar a kikötővárosokban jellemző.

### Külkereskedelem
Főbb áruk :
- Export: vasérc, szén, arany, földgáz, marha- és egyéb húsáru, alumínium és alumínium-oxid, búza, gyapjú, alkohol
- Import: gépjárművek, nyersolaj és finomított kőolaj, telekommunikációs berendezések és alkatrészek; gyógyszerek, tehergépjárművek, arany, számítógépek

Főbb kereskedelmi partnerek (2017-ben):
- Export:  Kína 33,5%,  Japán 14,6%, Dél-Korea 6,6%, India 5%, Hong Kong 4%
- Import:  Kína 22,9%,  USA 10,8%, Japán 7,5%, Thaiföld 5,1%, Németország 4,9%, Dél-Korea 4,5%

## Közlekedés

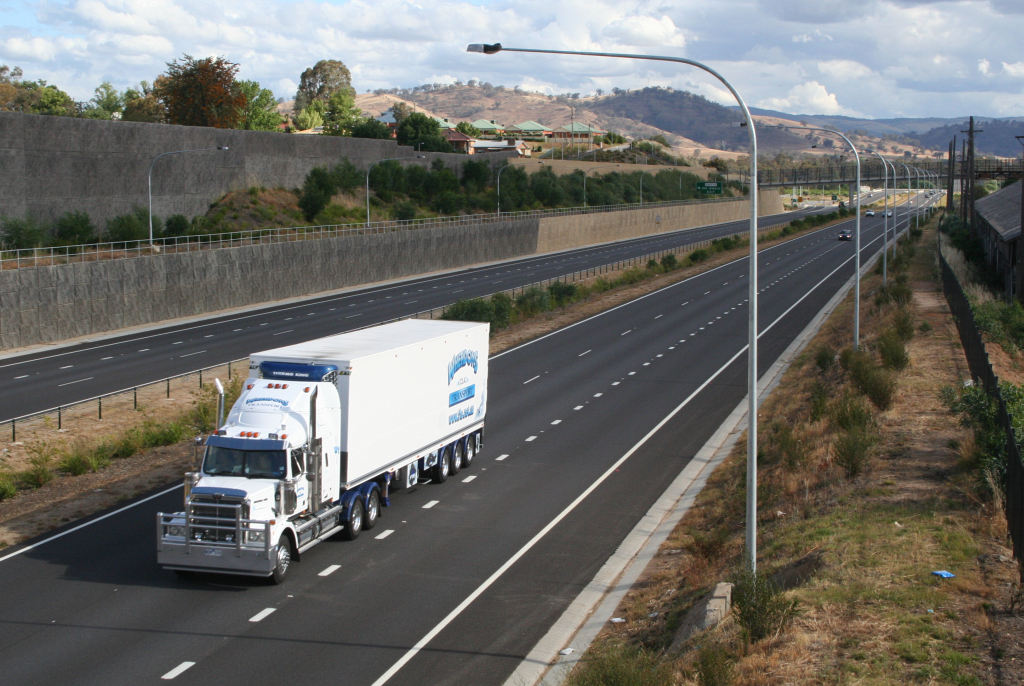
A Sydney és Melbourne közötti Hume Highway nevezetű autópálya

### Közút
Közútvonalak hossza: 913 000 km

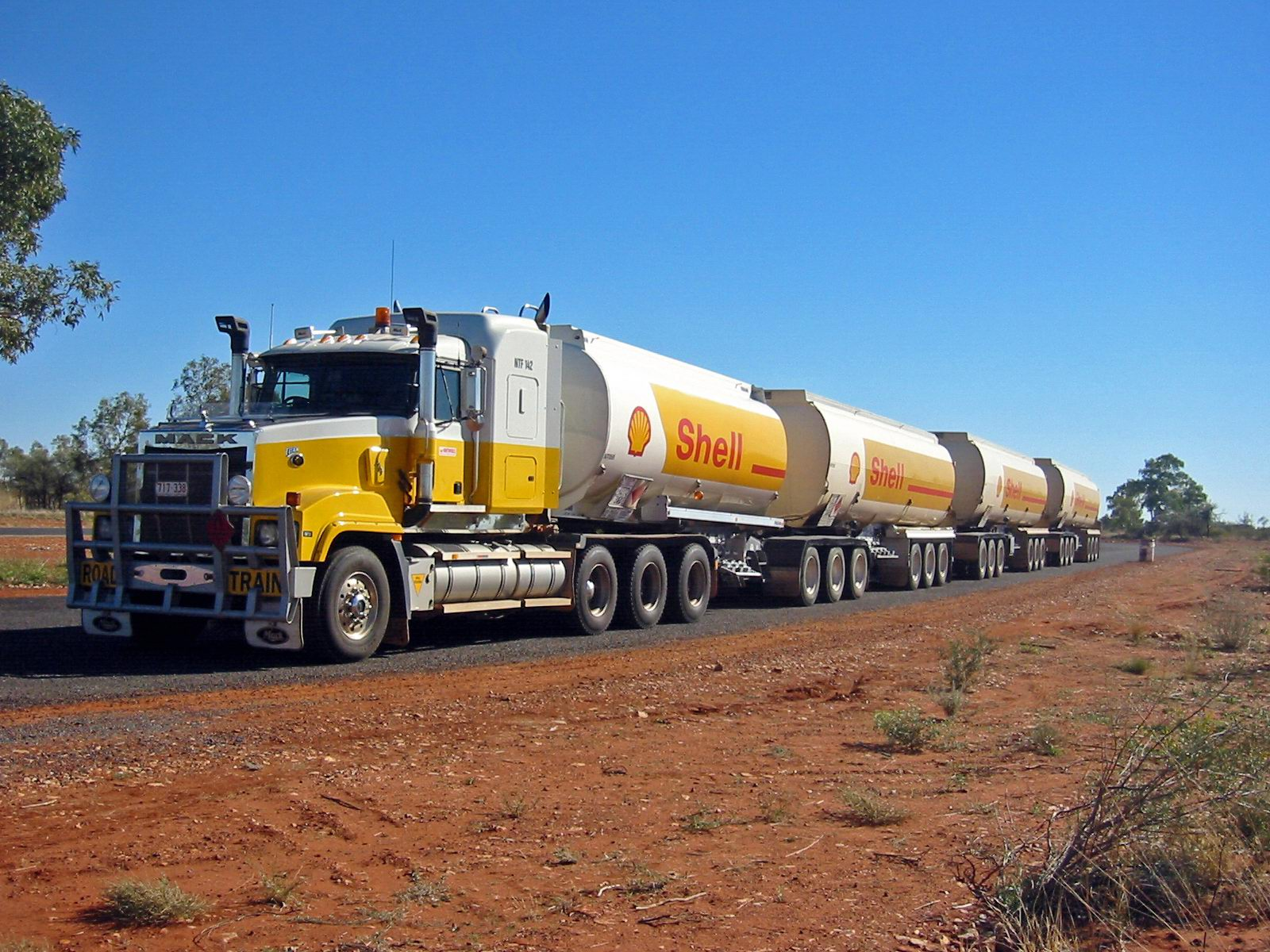
Road Train, az „országúti vonat”

A kontinenst a nagy távolságok és a ritka településszerkezet jellemzi. A belföldi teherszállítás nagy részét speciális kamionokkal, úgynevezett Road Trainekkel („országúti vonat”) bonyolítják le. Az úthálózat főleg a sűrűn lakott zónákban – ezek elsősorban a déli és keleti tengerparti övezetekben és a nyugat-ausztráliai főváros körzetében koncentrálódnak – rendkívüli mértékben ki van építve. A sivatagban ezzel szemben a főutak kivételével a földutak jellemzőek. 
Két autóbusz-társaság járatai fedik le az egész kontinenst.
A gépjárműállomány jelentős része, jellemzően az Outbacket járó terepjárók, kamionok és buszok számos speciális extrával is fel vannak szerelve, mint az első vadvédőrács, hogy ezekkel is megelőzzék a néptelenebb vadonban esetlegesen előforduló baleseteket és meghibásodásokat; a burkolatlan, poros földutakon való közlekedésre ez különösen érvényes, melyek műszakilag jobban megterhelik a járműveket.

### Vasút
Vasútvonalak hossza: 33 819 km. A vasúthálózat az ország méretehez képest csekély a rengeteg lakatlan sivatagos terület miatt; az országon mindössze két vonal halad keresztül kelet-nyugat, illetve észak-dél viszonylatban. Nagyobb vasúthálózat az urbanizáltabb vidékeken van.

### Légi
Repülőterek száma: 294. A belföldi közlekedésben gyakori a kisgépes repülés, sok belterületi települést egyszerűbb így megközelíteni, ezért sok helyen le és felszállópályák is létesültek.
A Qantas Ausztrália nemzetközi légitársasága. Gépállománya főként Boeing és Airbus típusokból áll.

A belföldi utaztatásokat a Qantas, Virgin Blue, Jetstar, Tiger Airways Australia és több kis regionális légitársaság végzi.

### Vízi
Nagyobb kikötők száma: 30
Főbb konténerkikötők: Brisbane, Sydney, Fremantle, Melbourne, Hedland, Dampier, Wellington, Darwin, Adelaide, Newcastle.

## Telekommunikáció
| Hívójel prefix | AX, VH-VN, VZ |
| ITU zóna       | 55, 58, 59    |
| CQ zóna        | 29, 30        |

## Demográfia

### Általános adatok
Ausztrália ritkán lakott kontinens, a népsűrűség még a 3 fő/km²-t (2,8) sem éri el. A lakosság nagy része a keleti és déli partvidéken él, ahol az éghajlati viszonyok kedvezőek a mindennapi élethez. Magas az urbanizáció, a lakosság 80 százaléka él városokban, többnyire kikötővárosokban (Sydney, Melbourne, Perth, Brisbane, Adelaide). Az ország öt legnépesebb városában (melyek egyúttal az országban a milliós városok is) 11 096 491 ember él mindössze egy egyharmad magyarországnyi, 29 515,3 km² területen, ami az ország területének (7 692 024 km²) mindössze 0,38 százaléka, de lakosságának (23 130 000 fő) 47 százaléka. Az ország öt legnépesebb városának együttes népsűrűsége 375,95 fő/km², míg az ország többi részének (7 662 508,7 km², 12 033 509 fő) együttes népsűrűsége alig 1,5 fő/km². Az ország 30 legnépesebb városában kb. 20 millió ember él, így az ország összes többi részén további 3 millió fő.
A bevándorlást szigorú kritériumok teljesítéséhez kötik. Napjainkban az Ausztráliába bevándorlók legnagyobb része Ázsiából érkezik.

### Etnikai, nyelvi megoszlás

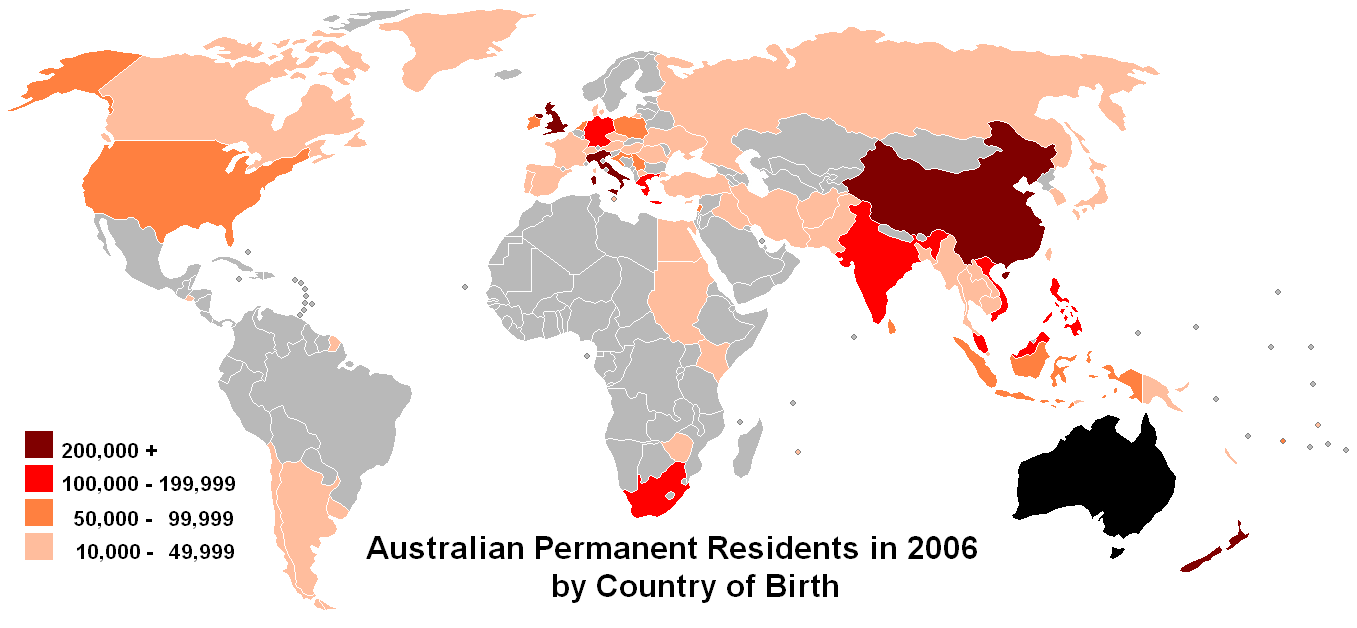
Az Ausztráliában élő, külföldön született bevándorlók származási országa (2006)
Forrás: Australian Bureau of Statistics

Az ausztrál népesség elsősorban európai. Az őslakosok számát 2016-ban mintegy 800 000 főre, a lakosság 3,3%-ára becsülték. A folyamatos bevándorlás és a születések magas aránya miatt a népesség növekszik, még úgy is, hogy a bevándorlást szigorú kritériumok teljesítéséhez kötik.
A lakosság közel 90%-a városban él, legtöbben a délkeleti parton, Tasmaniában és Nyugat-Ausztráliában, Perthben. Az ország „közepe” majdnem lakatlan. Az ország nem tengerparti részeinek legjelentősebb városa Canberra, az ország fővárosa.

### Népesség

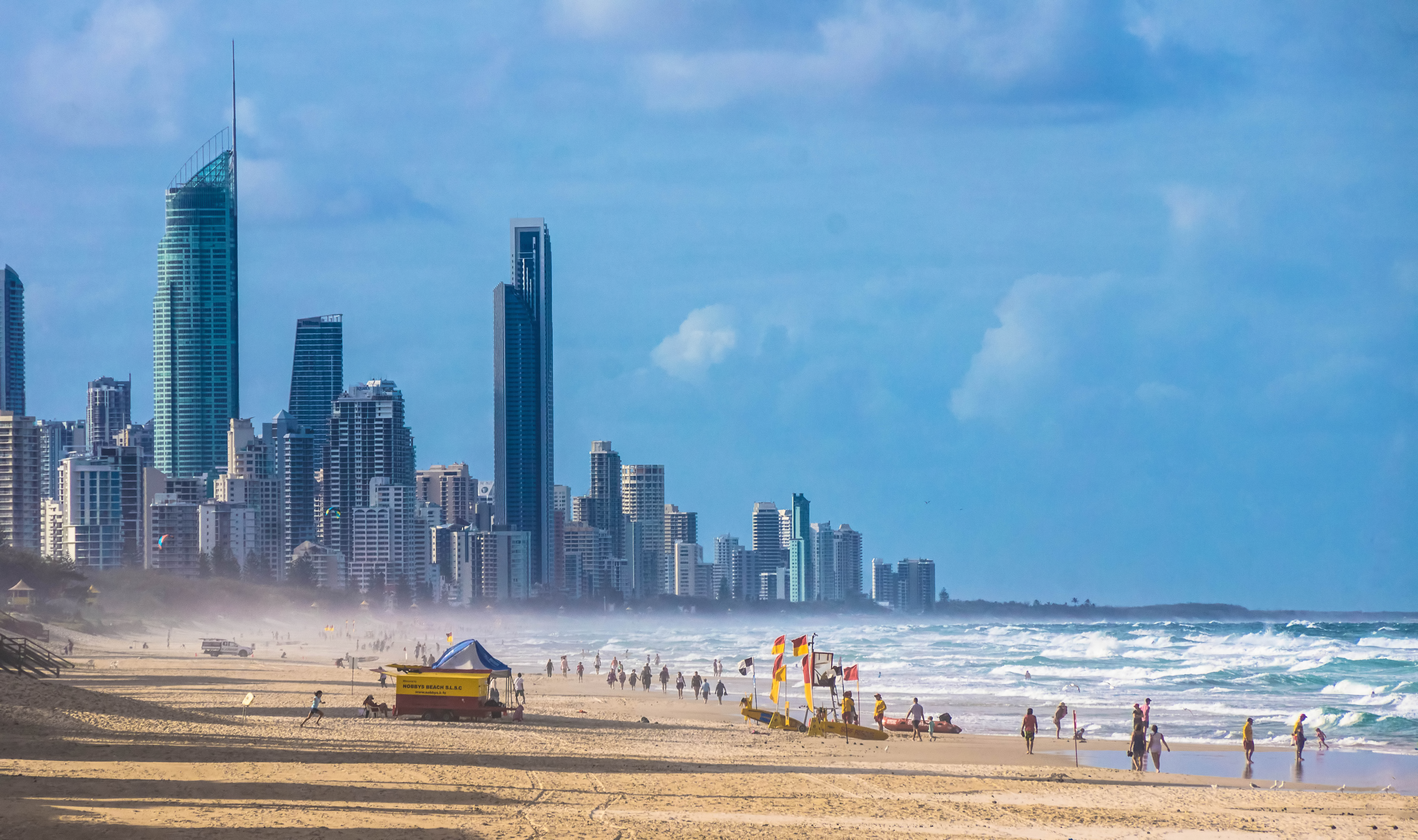
Ausztrália rendelkezik a világon a legnagyobb arányú városlakó népességgel, akik főleg a tengerparti sávban fekvő nagyvárosokban élnek. A képen a Gold Coast Queensland államban

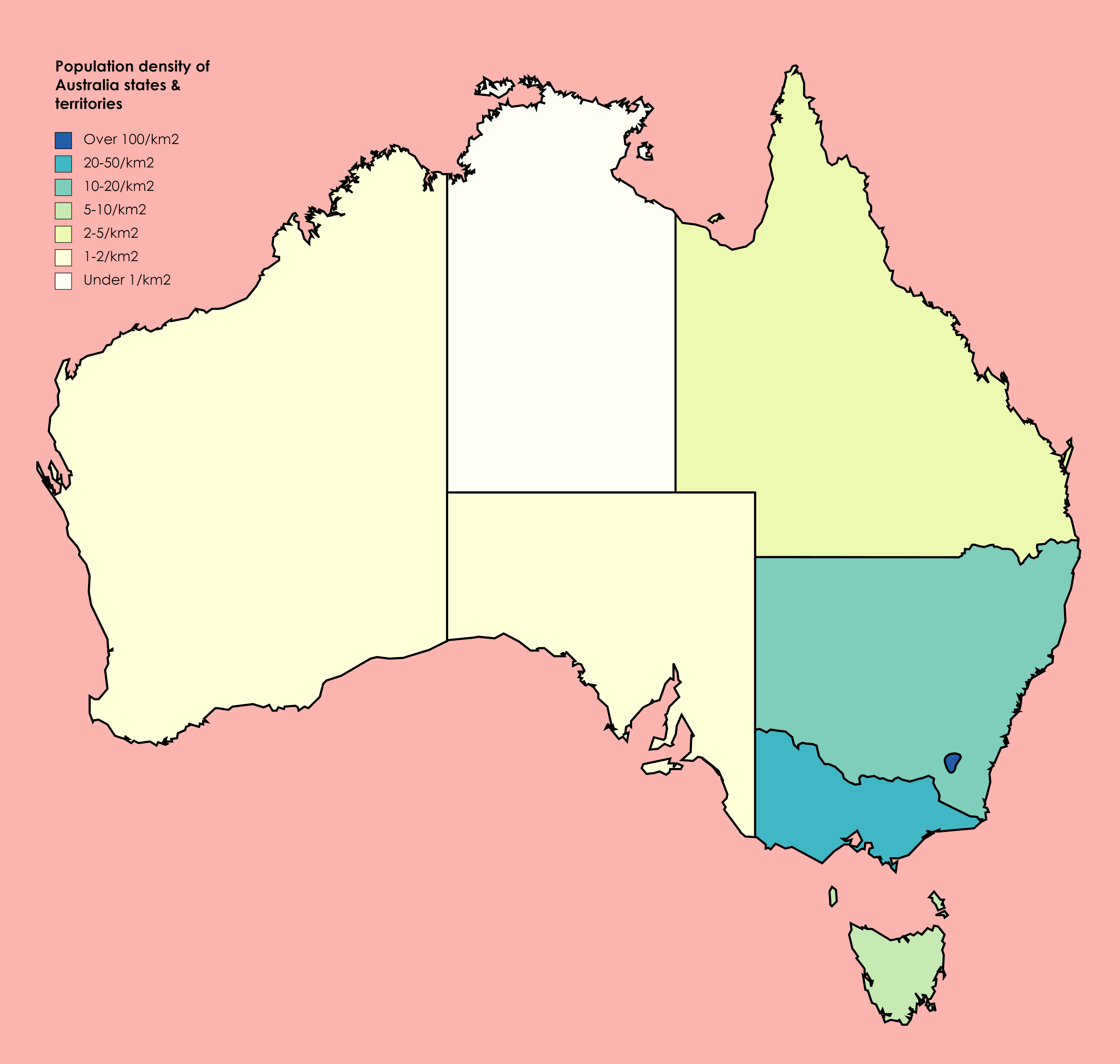
Ausztrália népsűrűsége 2021-ben

A második világháború időszakáig a betelepülők többsége a Brit-szigetekről érkezett és az ausztrálok nagy részének brit, vagy ír felmenői voltak. A 2011-es ausztrál népszámláláskor a leggyakrabban megnevezett felmenők közt 36,1 százalék volt angol, míg ausztrál 36,1% volt, ír 10,4% volt, skót felmenőkkel a polgárok 8,9%-a, olasz felmenőkkel a lakosság 4,6%-a, némettel 4,5%-a, kínai felmenőkkel a polgárok 4,3 százaléka, indiai felmenőkkel a polgárok 2 százaléka, görög felmenőkkel 1,9 százaléka, míg holland származással a lakosok 1,7 százaléka rendelkezett.
Ausztrália népessége megnégyszereződött az első világháború óta, amely növekedést főleg a bevándorlás biztosította. A második világháborút követően egészen 2000-ig közel 5 900 000 ember telepedett le az országban, mint új bevándorló. Ennek következtében ma hét ausztrál közül kettő nem az országban született. A legtöbb bevándorló jól képzett, bár a bevándorlási adatok a családtagokat és a menekülteket is tartalmazzák. 2050-re Ausztrália népessége elérheti a 42 millió főt is a jelenlegi prognózisok alapján. Ugyanakkor a népsűrűség 2,8 fő/km2, amely a világ országai közt a legalacsonyabbak közé tartozik. Ha úgy vesszük az ausztráloknak jóval több élettér jut, mint más nemzetek tagjainak.
2011-ben az ausztrálok 24,6 százaléka mondhatta el magáról, hogy nem az ország szülötte és a népesség 43,1 százaléka rendelkezett legalább egy olyan szülővel, aki a tengerentúlon született. az öt legnagyobb bevándorló csoport az Egyesült Királyságból, Új-Zélandról, Kínából, Indiából és Vietnámból érkezett. A Fehér Ausztrália irányelv 1973-as eltörlését követően számos kormányzati képviselő biztatta az embereket arra, hogy a multikulturalizmus jegyében békésen éljenek együtt az ország különböző etnikai hovatartozású lakói. 2005–06 során több, mint 131 000 fő vándorolt be az országba, főleg Ázsiából és Óceánia területéről. A bevándorlási célszám 2012–13-ra 190 000 fő, szemben az 1998–1999 közti 67 900 fővel.
Az őslakosság száma 2011-ben 548 370 főt tett ki, ami az ország teljes népességének 2,5 százaléka volt, amely jelentős emelkedés 1976-hoz képest, amikor 115 953 fő volt a lélekszámuk. Az emelkedés részben annak köszönhető, hogy az őslakosok létszámát korábban nem tekintették a népszámlálás részének és volt számos eset, amikor nem tüntették fel a népszámlálási formanyomtatványon az ausztrál őslakosokat. A bennszülött őslakosok nagyobb arányban kerülnek börtönbe és körükben magasabb a munkanélküliség, valamint többnyire alacsonyabb iskolai végzettséggel rendelkeznek. Az ausztrál őslakosok várható élettartama férfiak esetében 11 évvel, míg a nők esetében 17 évvel marad el az ausztrál átlagtól. Néhány távoli őslakos közösség igen rossz állapotok közt tengődik.
Akárcsak a legtöbb fejlett országban, Ausztráliában is az elöregedő társadalom felé billen a népesség korösszetétele, melynek következtében egyre emelkedik a nyugdíjban állók száma és fokozatosan csökken az aktív munkavállalóké.
Az ausztrálok jelentős része (759 849 fő a 2002–2003 közti időszakban); míg 2005-ben a teljes lakosság 5 százaléka, mintegy 1 000 000 ember) élt szülőföldjén kívül.
| A népesség alakulása az évek során                                     | A népesség alakulása az évek során | A népesség alakulása az évek során |
| Év                                                                     | Lakosság                           | Éves növekedés %                   |
| ---------------------------------------------------------------------- | ---------------------------------- | ---------------------------------- |
| 1850                                                                   | 405 000                            | —                                  |
| 1860                                                                   | 1 145 000                          | 11,0                               |
| 1870                                                                   | 1 647 000                          | 3,7                                |
| 1880                                                                   | 2 231 000                          | 3,1                                |
| 1890                                                                   | 3 153 000                          | 3,5                                |
| 1900                                                                   | 3 765 000                          | 1,8                                |
| 1910                                                                   | 4 525 000                          | 1,9                                |
| 1920                                                                   | 5 411 000                          | 1,8                                |
| 1930                                                                   | 6 501 000                          | 1,9                                |
| 1940                                                                   | 7 078 000                          | 0,9                                |
| 1950                                                                   | 8 307 000                          | 1,6                                |
| 1960                                                                   | 10 392 000                         | 2,3                                |
| 1970                                                                   | 12 663 000                         | 2,0                                |
| 1980                                                                   | 14 726 000                         | 1,5                                |
| 1990                                                                   | 17 169 000                         | 1,5                                |
| 2000                                                                   | 19 169 000                         | 1,1                                |
| 2010                                                                   | 20 971 000                         | 0,9                                |
| 2015                                                                   | 21 618 000                         | 0,3                                |
| Az átlagos éves növekedés a CAGR (abszolút hozam) módszerrel számítva. |                                    |                                    |

### Beszélt nyelvek
Habár Ausztráliának nincs hivatalos államnyelve, mégis az angol nyelv vált de facto a nemzet nyelvévé. Az ausztrál angol az angol nyelv egyik sajátos változata, jellegzetes kiejtéssel és szókinccsel, és az angol nyelv egyéb változataitól eltérő nyelvtannal rendelkezik. A 2011-es népszámlálás adatai alapján az ausztrál otthonok közel 81 százalékában az angol az egyetlen beszélt nyelv. A többi gyakran beszélt nyelv az ausztrál otthonokban a mandarin (1,7%), az olasz (1,5%), az arab (1,4%), a kantoni (1,3%), a görög (1,3%), valamint a vietnámi (1,2%); míg az első, illetve második generációs bevándorlók jelentős része kétnyelvű. Egy 2010-11-es tanulmány alapján, melyet az Australia Early Development Indexhez készítettek, úgy találták, hogy a gyermekek közt az angol, az arab, a vietnámi, a görög, a kínai és a hindi nyelvek voltak a leggyakrabban beszélt nyelvek.

### Vallás
A 2016. évi népszámláláskor az ausztrál népesség mintegy fele, 52,2% -a a kereszténység valamilyen csoportjához tartozónak nyilvánította magát. Az ausztráliak 30,1% -a nyilatkozta azt, hogy "nincs vallása", további 9,6% pedig nem válaszolt a vallási hovatartozás kérdésére. Egyéb vallásúak közé tartoztak a muszlimok (2,6%), buddhisták (2,4%), hinduk (1,9%), szikhek (0,5%) és zsidók (0,4%).
A korábbi adatok óta a keresztények aránya csökkent, a a muszlimok, buddhisták, hinduk, szikhek aránya (főleg a bevándorlások miatt) növekedett.

#### Vallási változás
| Vallási hovatartozás         | 1986           | 1986           | 1996           | 1996           | 2006           | 2006           | 2011           | 2011           | 2016           | 2016           |
| Vallási hovatartozás         | számban (ezer) | a lakosság %-a | számban (ezer) | a lakosság %-a | számban (ezer) | a lakosság %-a | számban (ezer) | a lakosság %-a | számban (ezer) | a lakosság %-a |
| ---------------------------- | -------------- | -------------- | -------------- | -------------- | -------------- | -------------- | -------------- | -------------- | -------------- | -------------- |
| Anglikán                     | 3,723.4        | 23.9           | 3,903.3        | 22.0           | 3,718.3        | 18.7           | 3,680.0        | 17.1           | 3,101.2        | 13.3           |
| Baptista                     | 196.8          | 1.3            | 295.2          | 1.7            | 316.7          | 1.6            | 352.5          | 1.6            | 345.1          | 1.5            |
| Katolikus                    | 4,064.4        | 26.1           | 4,799.0        | 27.0           | 5,126.9        | 25.8           | 5,439.2        | 25.3           | 5,291.8        | 22.6           |
| Krisztus Egyházai            | 88.5           | 0.6            | 75.0           | 0.4            | 54.8           | 0.3            | 49.7           | 0.2            | 39.6           | 0.2            |
| Jehova tanúi                 | 66.5           | 0.4            | 83.4           | 0.5            | 80.9           | 0.4            | 85.6           | 0.4            | 82.5           | 0.4            |
| Utolsó Napok Szentjei        | 35.5           | 0.2            | 45.2           | 0.3            | 53.1           | 0.3            | 59.8           | 0.3            | 61.6           | 0.3            |
| Evangélikus                  | 208.3          | 1.3            | 250.0          | 1.4            | 251.1          | 1.3            | 251.9          | 1.2            | 174            | 0.7            |
| Ortodox                      | 427.4          | 2.5            | 497.3          | 2.5            | 544.3          | 2.6            | 563.1          | 2.6            | 582.8          | 2.6            |
| Pünkösdi                     | 107.0          | 0.7            | 174.6          | 1.0            | 219.6          | 1.1            | 238.0          | 1.1            | 260.6          | 1.1            |
| Presbiteriánus és kálvinista | 560.0          | 3.6            | 675.5          | 3.8            | 596.7          | 3.0            | 599.5          | 2.8            | 526.7          | 2.3            |
| Üdvhadsereg                  | 77.8           | 0.5            | 74.1           | 0.4            | 64.2           | 0.3            | 60.2           | 0.3            | 48.9           | 0.2            |
| Adventista                   | 48.0           | 0.3            | 52.7           | 0.3            | 55.3           | 0.3            | 63.0           | 0.3            | 62.9           | 0.3            |
| Uniting Church (metodista)   | 1,182.3        | 7.6            | 1,334.9        | 7.5            | 1,135.4        | 5.7            | 1,065.8        | 5.0            | 870.2          | 3.7            |
| Más keresztény               | 596.0          | 3.8            | 322.7          | 1.8            | 468.6          | 2.4            | 642.4          | 3.0            | 833.5          | 3.6            |
| Keresztény össz.             | 11,381.9       | 73.0           | 12,582.9       | 70.9           | 12,685.9       | 63.9           | 13,150.6       | 61.1           | 12,201.6       | 52.1           |
| Buddhista                    | 80.4           | 0.5            | 199.8          | 1.1            | 418.8          | 2.1            | 529.0          | 2.5            | 563.7          | 2.4            |
| Hindu                        | 21.5           | 0.1            | 67.3           | 0.4            | 148.1          | 0.7            | 275.5          | 1.3            | 440.3          | 1.9            |
| Szikh                        |                |                | 12.0           | <0.1           | 26.4           | 0.1            | 72.3           | 0.4            | 125.9          | 0.5            |
| Iszlám                       | 109.5          | 0.7            | 200.9          | 1.1            | 340.4          | 1.7            | 476.3          | 2.2            | 604.2          | 2.6            |
| Zsidó                        | 69.1           | 0.4            | 79.8           | 0.4            | 88.8           | 0.4            | 97.3           | 0.5            | 91             | 0.4            |
| Más nem keresztény           | 35.7           | 0.2            | 56.6           | 0.3            | 82.6           | 0.4            | 95.9           | 0.4            | 95.7           | 0.4            |
| Nem keresztény össz.         | 316.2          | 2.0            | 616.4          | 3.5            | 1,105.1        | 5.6            | 1,546.3        | 7.2            | 1,920.8        | 8.2            |
| Nem vallásos                 | 1,977.5        | 12.7           | 2,948.9        | 16.6           | 3,706.5        | 18.7           | 4,796.8        | 22.3           | 7,040.7        | 30.1           |
| Jedi                         | N/A            |                |                |                | 58.0           | 0.3            | 65.0           | 0.3            |                |                |
| Nem nyilatkozott             | 1,926.6        | 12.3           | 1,604.8        | 9.0            | 2,357.8        | 11.9           | 2,014.0        | 9.4            | 2,345.5        | 10             |
| Összesen                     | 15,602.1       | 100.0          | 17,753.0       | 100.0          | 19,855.3       | 100.0          | 21,507.7       | 100.0          | 23,401.4       | 100.0          |

### Egészségügy
Ausztráliában van a világon a harmadik legmagasabb várható élettartam a nőknél és férfiaknál. A várható élettartam a nőknél 84,0 év, míg a férfiaknál 79,5 év. Ausztráliában a legmagasabb a bőrrákban szenvedők aránya a világon, miközben a megelőzhető megbetegedések közül legtöbbnek a dohányzással összefüggő okai vannak, a dohányzással összefüggő halálozási arány 7,8 százalékot tesz ki a halálozási okok közt. A második helyen a magas vérnyomás (7,6%), míg a harmadik helyen az elhízás (7,5%) áll. Ausztrália a 35. a világon, valamint a fejlett országok között az elsők közt áll az elhízás által érintett felnőtt lakosság tekintetében. A felnőtt lakosságnak csaknem kétharmada (63%) tekinthető elhízottnak, vagy túlsúlyosnak.
Az egészségügyi kiadások teljes összege (beleértve a lakosság egészségügyi kiadásait is) a GDP közel 9,8%-át teszi ki. Ausztráliában 1975-ben vezeték be az általános egészségügyi ellátást. Az országban Medicare néven ismert állami szolgáltatást napjainkban a magánszemélyektől levont jövedelemadó bevételeiből fizeti az állam, ez az úgy nevezett Medicare levy, melynek jelenlegi mértéke 1,5%. A tagállamok a kórházakat és a járóbeteg ellátást végző intézményeket tartják fenn, míg az Államközösség tartja fenn a szükséges infrastruktúrát és hátteret az általános ellátás biztosításához.
A vidéki és távoli részeken (Outback) az egészségügyi és sürgősségi ellátás biztosításában a Royal Flying Doctor Service szervezet légiorvosi mentőszolgálatnak kiemelkedő szerepe van.

## Kultúra

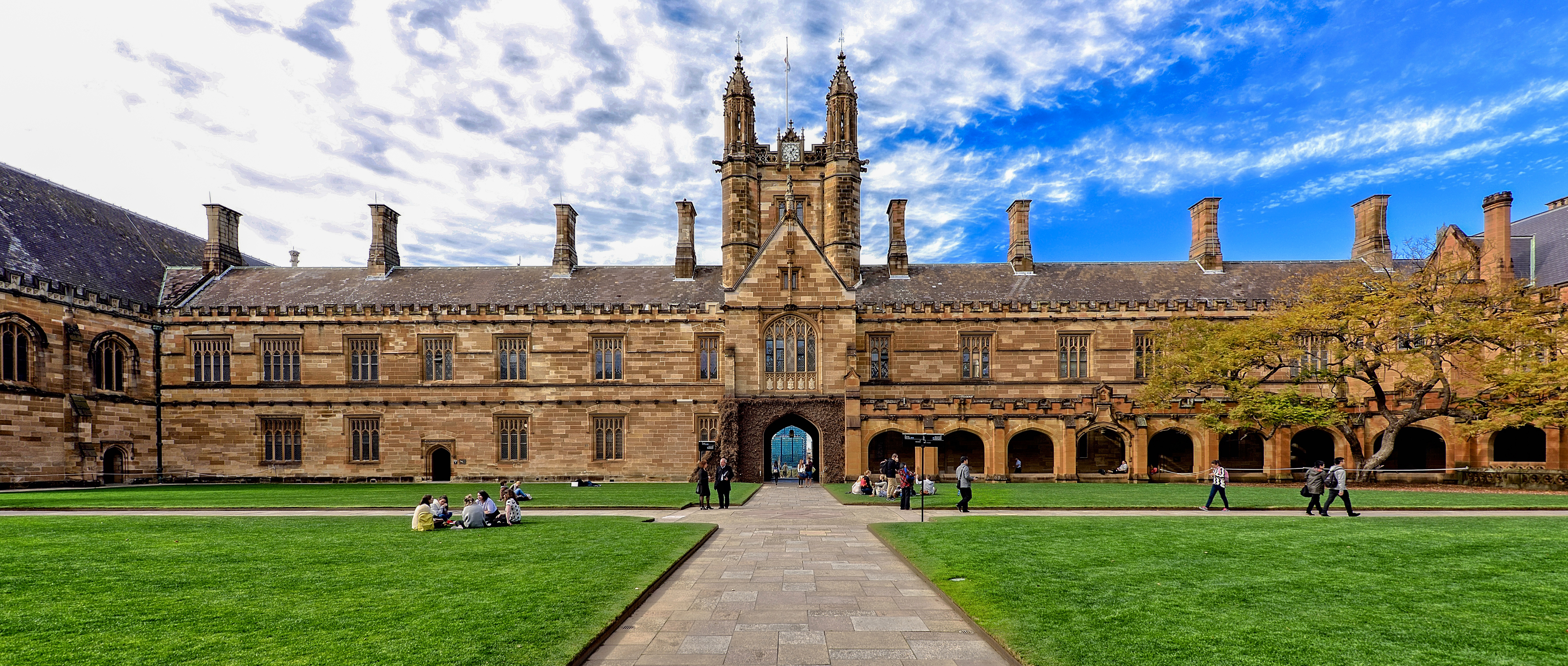
A University of Sydney egyetemet 1850-ben alapították

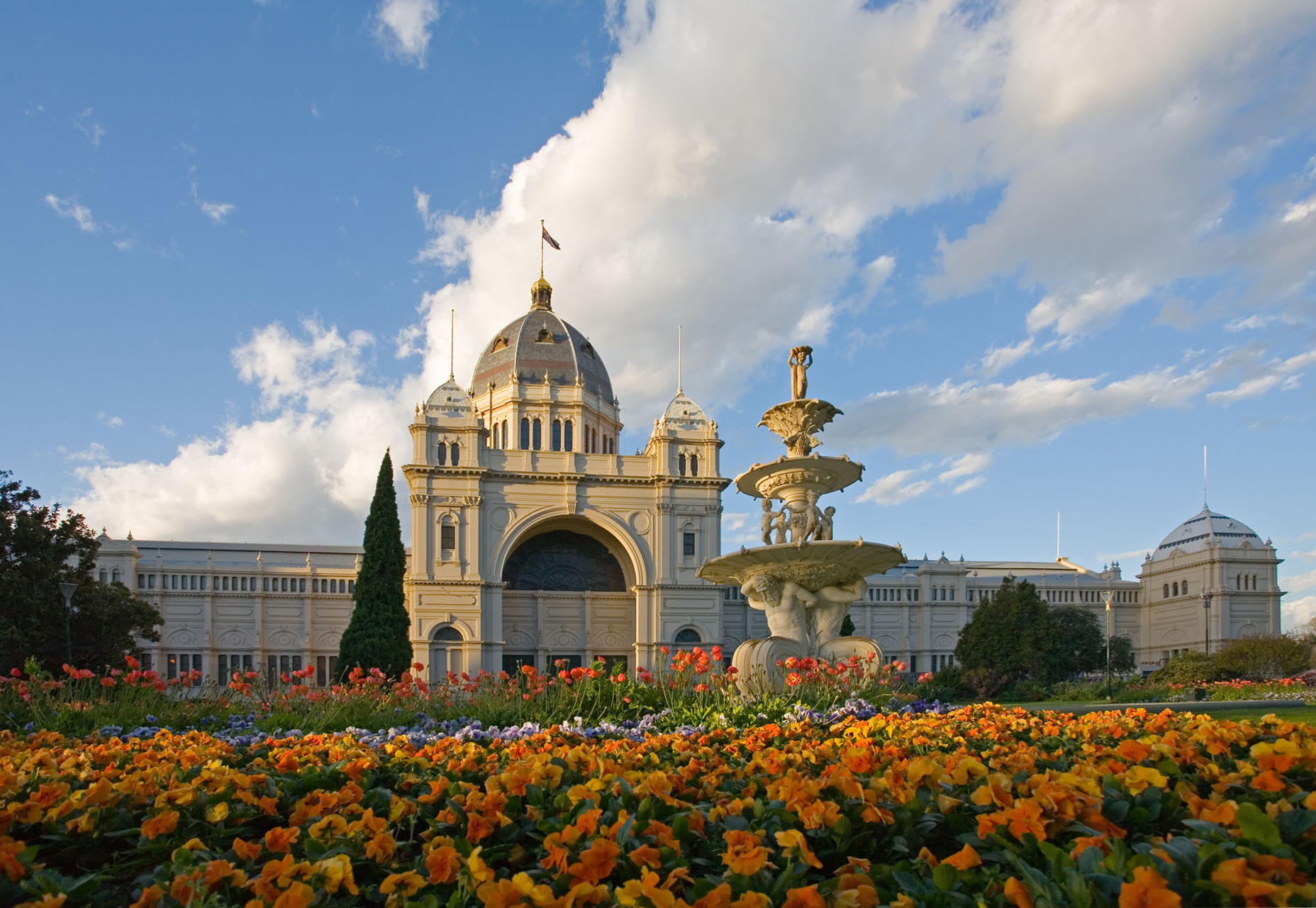
A Royal Exhibition Building Melbourne-ben, ami az első épület volt Ausztráliában, ami a világörökség részévé vált 2004-ben

1788-tól kezdve az ausztrál kultúrára az angol-kelta nyugati kultúrkör volt leginkább hatással, némi bennszülött ausztrál kultúrával vegyítve. Az egyedi behatások és az évszázadok során kifejlődött sajátos tulajdonságok keveredésének eredményeként egyre markánsabban megjelent egy jól megkülönböztethető ausztrál kultúra. A huszadik század közepe óta az amerikai szórakoztatóipar által közvetített popkultúra erőteljes hatást gyakorolt Ausztráliára, részben a televíziózáson és a filmkészítésen keresztül. A szomszédos ázsiai országok kulturális jelenléte szintén befolyásolta némiképpen a helyi kultúra alakulását, valamint a nagy számú bevándorló szintén magával hozta saját kulturális sokszínűségét.

### Oktatás
2003-ban Ausztráliában az írni-olvasni tudó emberek aránya a becslések szerint mintegy 99 százalékot tett ki az ország népességén belül. Ugyanakkor az Ausztrál Statisztikai Hivatal 2011–2012-es jelentése szerint Tasmania lakosságán belül csak mintegy 50 százalék az írni-olvasni tudó emberek aránya.
Ausztráliában 37 állami költségvetésből gazdálkodó egyetem van, valamint két magán finanszírozású egyetem működik, valamint számos specializálódott intézmény működik, amelyek felsőoktatási képzéseket tartanak.
A 25 és 64 év közti ausztrálok mintegy 58 százaléka rendelkezik felsőfokú végzettséggel, valamint a felsőfokú végzettséggel rendelkezők népességen belüli 49 százalékos aránya a legmagasabb értékek közt van az OECD tagjai között. Az OECD tagállamok között a legmagasabb arányban vannak az ausztrál felsőoktatásban a külföldi hallgatók. Továbbá az ausztrál népesség 38 százaléka rendelkezik egyetemi, vagy főiskolai fokozattal, ami a világon a legmagasabb arányok közt van.

### Művészetek
A barlangrajzolás az ausztrál őslakosok egyik legrégebbi hagyománya, amely egyben a világ egyik leggazdagabb leletegyüttesével is rendelkezik. A művészeti ág kialakulása mintegy 60 000 évvel ez előtti időszakra tehető, ami később több ezer helyen felbukkant. A hagyományos minták és rajzolatok mai napig jelen vannak a hagyományos, a bennszülött őslakosok által létrehozott műalkotásokban, amit a huszadik század egyik utolsó nagy kulturális mozgalmának tartanak; melynek egyik legjelentősebb képviselője Emily Kame Kngwarreye. Az európaiak megtelepedésének első évszázadában az Európában tanult gyarmati művészeket lenyűgözte e barátságtalan vidék.

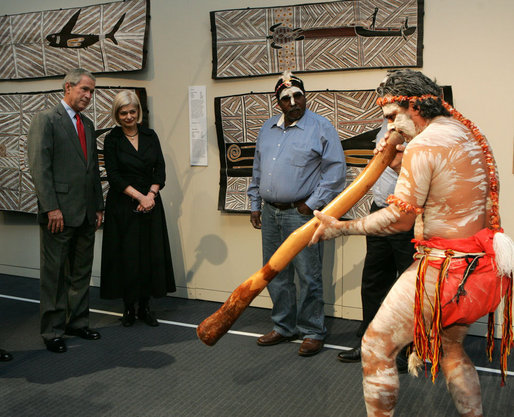
Egy őslakos táncot ad elő a didzseridu hangszeren játszva

#### Zene
Ausztráliából, Sydney-ből származik a rockzene legismertebb képviselői között számontartott, 1973 decemberében alakult AC/DC, valamint a nyolcvanas évek legmeghatározóbb együtteseinek egyike, az INXS. Az ország szülötte Nick Cave is, a híres énekes, zenész, festő, szövegíró, író és költő. Továbbá ausztráliai származású még a gothic metal két meghatározó együttese, a Virgin Black és a The Eternal.

#### Képzőművészet
Híres képzőművészek:
- Tom Roberts (1856–1931), festő
- Sir William Dobell (1899–1970), portréfestő
- Albert Namatjira (1902–1959), festő
- Sir Russel Orysdale (1912–1981), angol származású festő
- Sir Sydney Nolan (1917–1991), festő

### Gasztronómia
Az ország egyik legnépszerűbb élelmiszere a kenyérre kenhető, sörélesztőből és zöldségekből gyárilag készült Vegemite.

## Turizmus

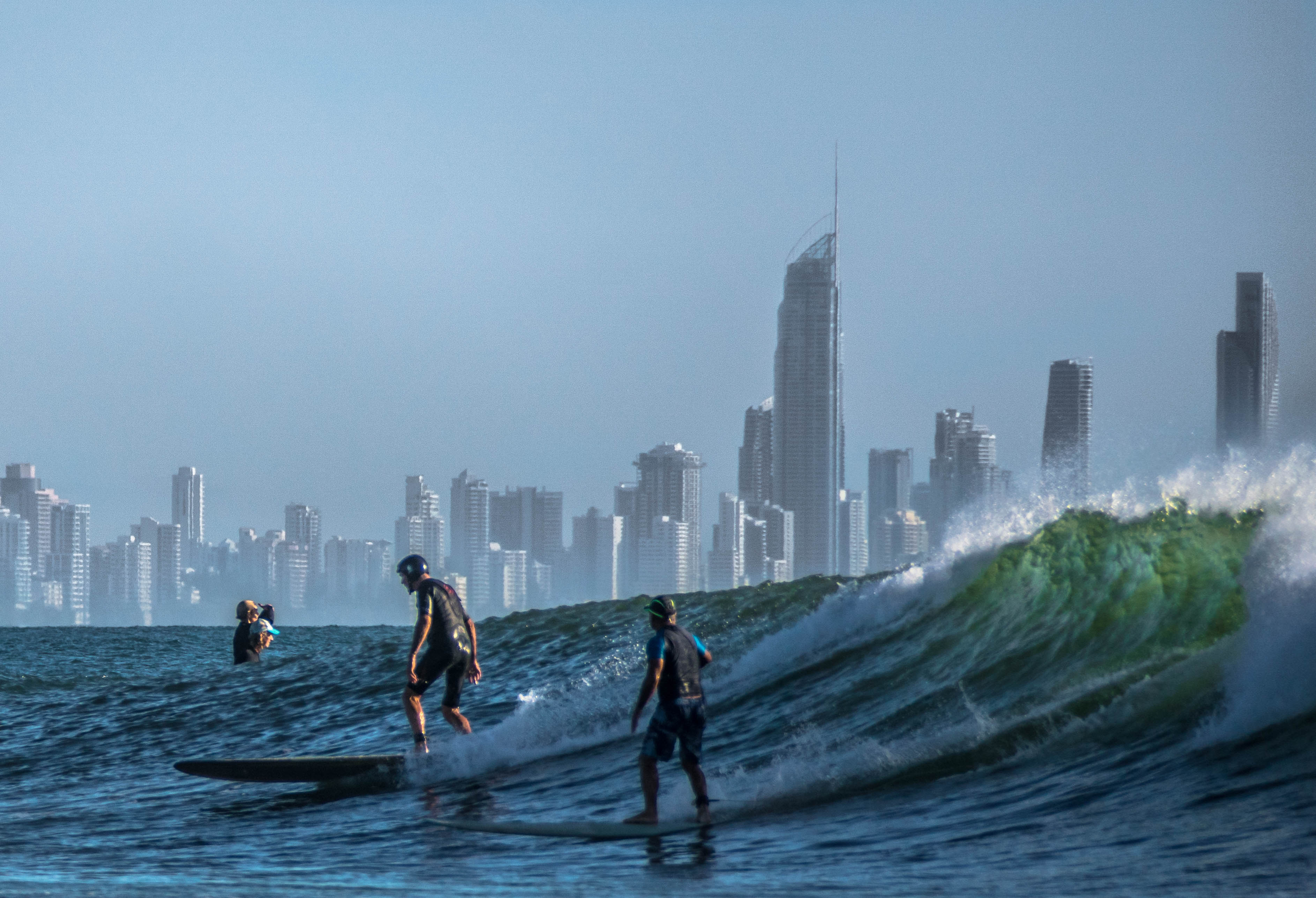
Gold Coast

Ausztrália több szempontból is különleges kontinens és ország egyben. A legkisebb területű kontinens, a legalacsonyabb fekvésű és a legszárazabb területű földrész (Egyharmada sivatag, illetve félsivatag). A kontinensen található a Föld egyik legkülönlegesebb állat- és növényvilága (szakállas agáma, kacsacsőrű emlős, kenguru, koala, eukaliptuszerdők). A távoli földrészen viszonylag kevés a turista, a látványosságok között nagy a távolság, ezért az átlagos tartózkodási idő hosszabb. Az utazások ezért a magasabb jövedelmű turistákhoz kapcsolódnak.

## Sport

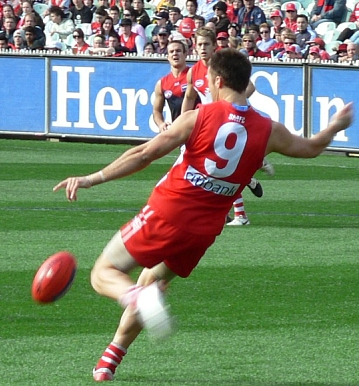
Ausztrál futball

Az ausztrálok döntő többsége a part közeli sávban él, ezért a tengerpartok kiemelkedően fontos szerepet játszanak a népesség kikapcsolódási lehetőségei között és szerves részét képezik a nemzeti identitásnak. Ausztrália mindig is erős volt a vízisportok terén, például az úszásban és a szörfözésben.
Az ausztrál rögbi válogatott állandó résztvevője a világbajnokságoknak, amit 2 alkalommal, 1991-ben és 1999-ben megnyertek, 2003-ban Anglia és 2015-ben Új-Zéland ellen döntőt játszottak, ám mind a kettőt elvesztették, 2011-ben pedig a harmadik helyen végeztek.
Minden év januárjában Ausztráliában rendezik az első Grand Slam-tenisztornát, az Australian Opent.
Az ausztrál Casey Stoner 2007-ben és 2011-ben világbajnoki címet nyert a MotoGP-ben.
1985 óta rendeznek Ausztráliában Formula–1-es versenyeket. 1985 és 1995 között Adelaide-ben, 1996 óta pedig a melbourne-i Albert Parkban rendezik meg a versenyeket. 1990-ben nagy megtiszteltetésben lehetett része Ausztráliának, hiszen itt rendezték a Formula–1 történetének 500. Grand Prix-futamát.
Három sikeres versenyzője volt az ausztráloknak a Formula–1-ben: Mark Webber 2002 és 2013 között szerepelt az F1-ben, ezalatt 9-szer nyert futamot és további 42 alkalommal állt a dobogón. Alan Jones 1975 és 1986 között vett részt a Formula–1-es versenyeken, ezalatt 12-szer nyert futamot, 24-szer volt dobogós és 1980-ban megnyerte a világbajnokságot. Jack Brabham háromszoros Formula–1-es világbajnok 1955 és 1970 között vett részt versenyeken, ezalatt 14-szer nyert futamot és 31 alkalommal volt dobogón.
2021-ben Daniel Ricciardo képviseli az országot, a McLaren csapat tagjaként.
2023-tól Oscar Piastri vette át a helyét és képviseli Ausztráliát a McLarennel. 2024-ben megszerezte élete elsô futamgyôzelmét.
Neil Robertson kiemelkedő képességű snooker játékosuk és az első ausztrál snooker világbajnok volt 2010-ben, a 2009/2010-es snooker világranglista 1. helyén állt.
Cadel Evans 2011-ben első ausztrál versenyzőként megnyerte a világ leghíresebb kerékpárversenyét, a Tour de France-ot.
Az olimpiai játékokon eddig 136-szor hangzott el az ausztrál himnusz. Téli olimpián még kevés alkalommal nyertek érmet az ausztrál sportolók, bár az utóbbi időkben javultak e tekintetben is a mutatóik. Az ország különösen eredményes úszókkal rendelkezik, így a legtöbb érem ebben a sportágban született. 1908-ban és 1912-ben Új-Zélanddal közös olimpiai csapatban versenyeztek Ausztrálázsia néven. Melbourne rendezte az 1956. évi nyári olimpiai játékokat, míg Sydney 2000-ben volt a házigazda.
- Bővebben: Ausztrália az olimpiai játékokon

Leghíresebb labdarúgójuk Harry Kewell, 2005-ben Bajnokok Ligáját nyert a Liverpool FC-vel. Jelenleg az angol Watford U21-es csapatának a vezetőedzője.
- Bővebben: Ausztrál labdarúgó-válogatott

## Ünnepek
Munkaszüneti napok:

| dátum                              | magyar név               | helyi név        | megjegyzés                                                            |
| ---------------------------------- | ------------------------ | ---------------- | --------------------------------------------------------------------- |
| január 1.                          | Újév                     | New Year's Day   |                                                                       |
| január 26.                         | Ausztrália napja         | Australia Day    | Az első fehér telepesek megérkezésének napja, 1788.                   |
| változó                            | Nagypéntek               | Good Friday      |                                                                       |
| változó                            | Húsvétvasárnap           | Easter Sunday    |                                                                       |
| változó                            | Húsvéthétfő              | Easter Monday    |                                                                       |
| április 25.                        |                          | ANZAC Day        | Gallipoliban, az első világháborúban elesettek emlékére nemzeti ünnep |
| június 9. vagy az azt követő hétfő | A királynő születésnapja | Queen's Birthday |                                                                       |
| december 25.                       | Karácsony                | Christmas Day    |                                                                       |
| december 26.                       | Karácsony 2. napja       | Boxing Day       | Dél-Ausztrália államban nem ünnep                                     |
| december 26.                       | A kiáltvány ünnepe       | Proclamation Day | Dél-Ausztrália államban nem ünnep                                     |

## AzUNESCOvilágörökségilistán szereplő helyszínek Ausztráliában

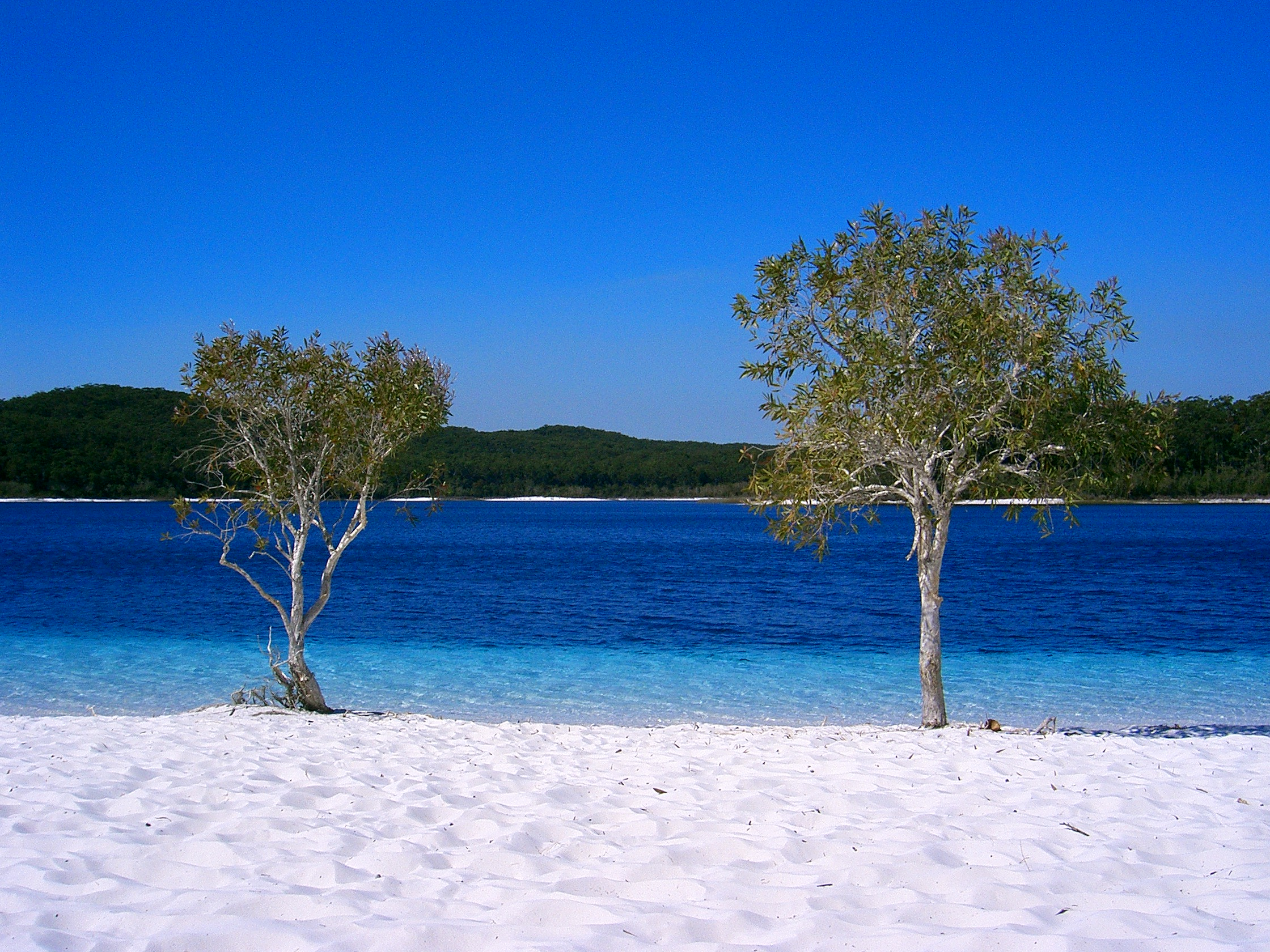
A Fraser-sziget egy tengerpartja

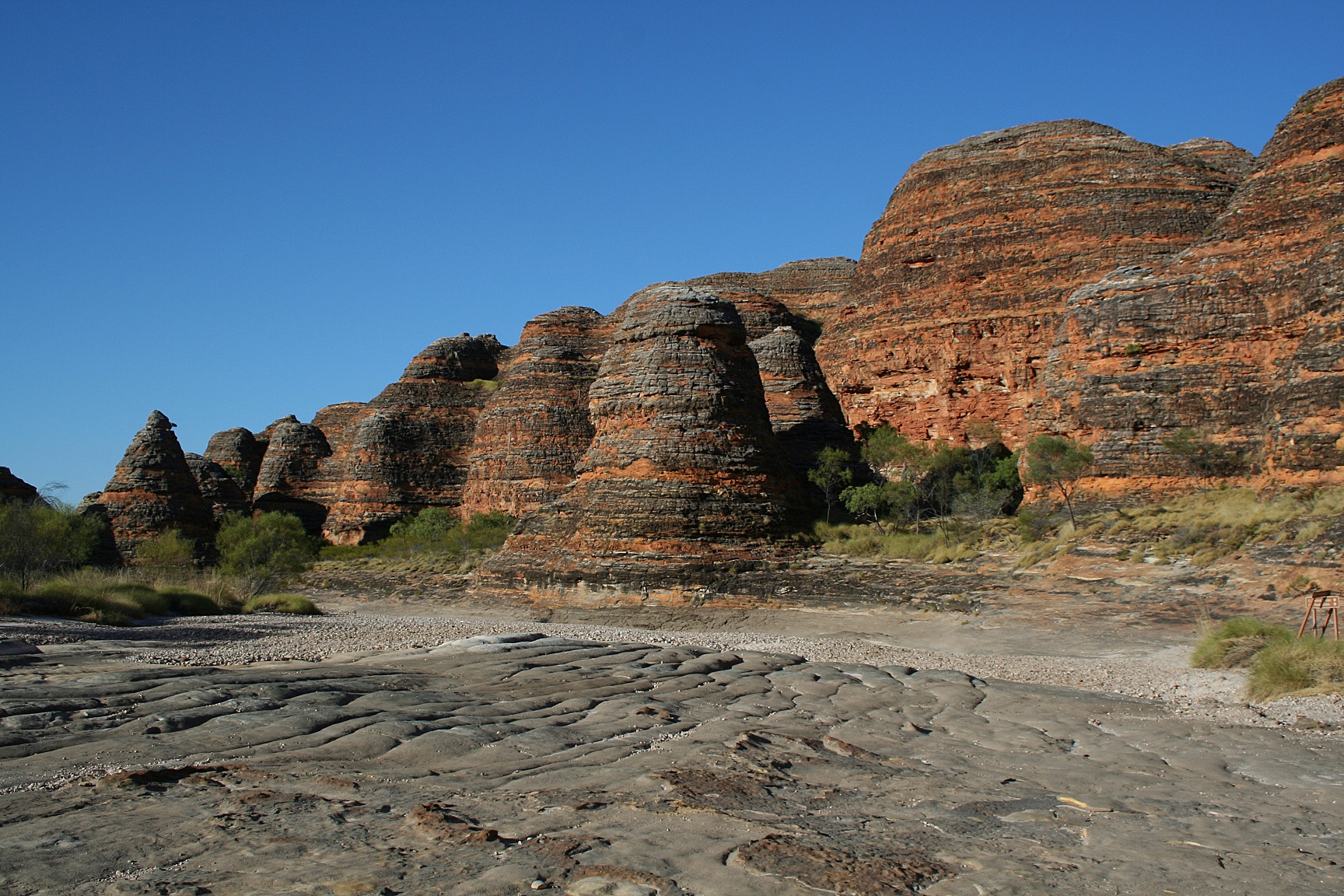
Sziklaformák a Purnululu Nemzeti Parkban

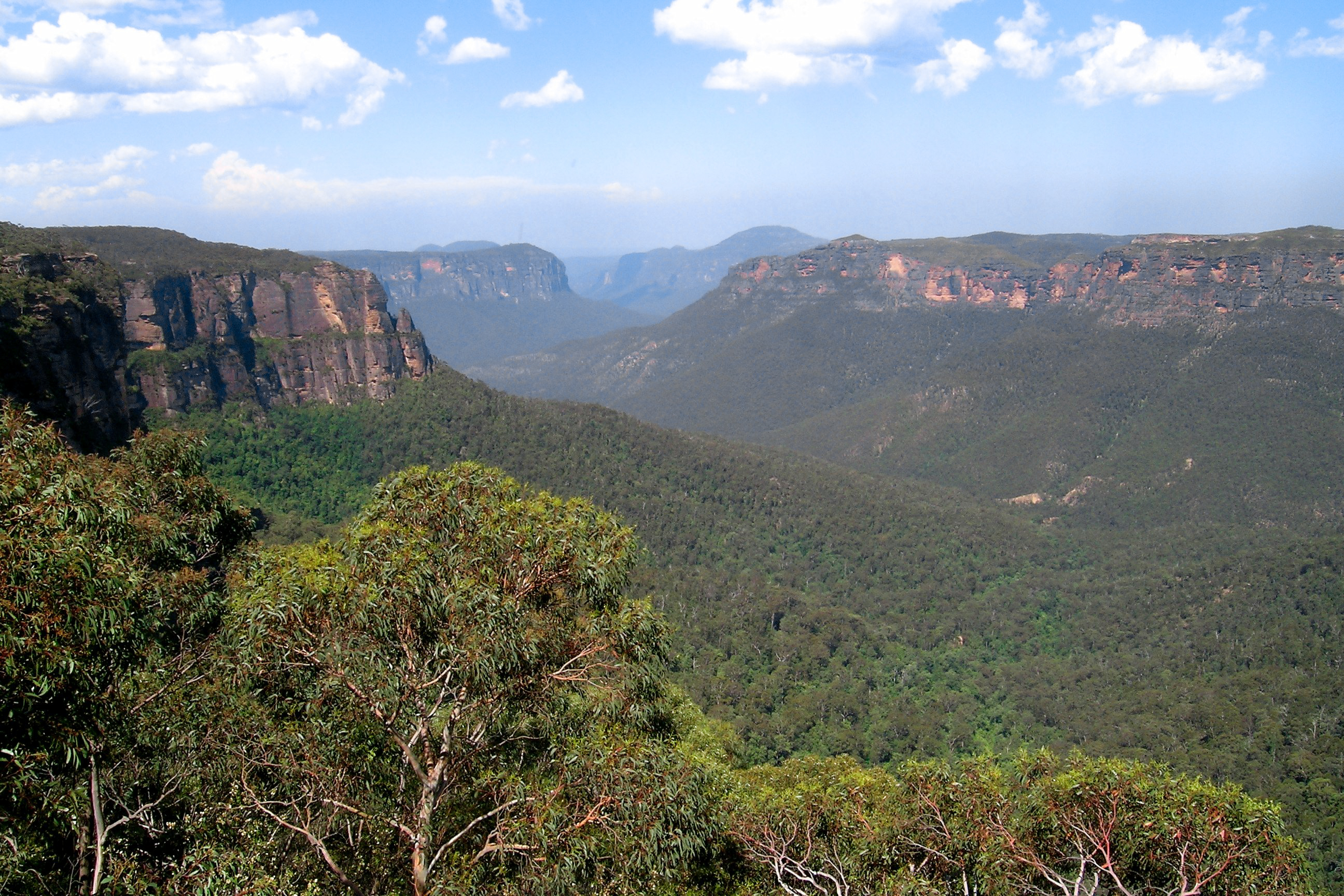
Blue Mountains (Kék-hegyek), Új-Dél-Walesben Sydney közelében

- Nagy-korallzátony (természeti/1981)
- Kakadu Nemzeti Park (kulturális/természeti/1981)
- Willandra-tóvidék (kulturális/természeti/1981)
- Nyugat-Tasmania nemzeti parkjai (kulturális/természeti/1982)
- Lord Howe-szigetcsoport (természeti/1982)
- Uluru-Kata Tjuta Nemzeti Park (Ayers Rock) (kulturális/természeti/1987)
- Közép-Kelet-Ausztrália esőerdő-rezervátumai (természeti/1987)
- A Queenslandi Wet Tropics Nemzeti Park trópusi esőerdeje (természeti/1988)
- Cápa-öböl Természeti Park (Nyugat-Ausztrália) (természeti/1991)
- Fraser-sziget (természeti/1992)
- Riversleigh/Naracoorte őslény-lelőhelyei (természeti/1994)
- Heard- és McDonald-szigetek (szubantarktikus vulkánszigetek) (természeti/1997)
- Macquarie-sziget (természeti/1997)
- Greater Blue-hegység Övezet (természeti/2000)
- Purnululu Nemzeti Park (természeti/2003)
- A Királyi Kiállítási Épület (Royal Exhibition Building) és a Carlton-kert, Melbourne (kulturális/2004)

### Könyvek
- Gubányi Károly: Ausztrália (Budapest, 1913)
- Útitárs: Ausztrália (Panemex Kft. és Grafo Kft., 2000) ISBN 963-9090-39-5
- Berlitz Ausztrália (Welcome Idegenforgalmi Kiadó, 1998) ISBN 963-7585-48-6
- Batár Útikönyvek – Batár Zsolt Botond: Kelet-Ausztrália (Batár Zsolt Botond, 2005) ISBN 963-460-410-2
- A Világ országai (Nyír-Karta Bt., 2004) ISBN 963-9516-64-3
- A Világ országai (Kossuth Könyvkiadó, 1990) ISBN 963-09-3483-3
- Balázs Dénes: Ausztrália, Új-Zéland, Óceánia – Panoráma útikönyvek (Budapest, 1981) ISBN 963-243-103-0
- Koroknay István: Ausztrália és Óceánia (Móra Kiadó, 1984)

### Képek
- Képek Ausztráliáról Archiválva 2007. október 29-i dátummal a Wayback Machine-ben
- Képek és videók Ausztráliáról

### Cikkek
- A Sulinet.hu cikke Tasmaniáról
- A Sulinet.hu cikke Ulururól
- "Ellopott generáció": kártérítés igen, bocsánatkérés nem Kitekintő.hu 2007. augusztus 3.

### Egyéb
- Az Ausztrál Kereskedelmi Kirendeltség az ausztrál kormány exportfejlesztő irodája Archiválva 2005. október 31-i dátummal a Wayback Machine-ben
- Ausztráliáról szóló magyar nyelvű lista, népes tagsággal
- Ausztrál bevándorlási honlap magyarul
- Útinapló